# Età traianea e adrianea
La cosiddetta età traianea e adrianea rappresentò, nell'ambito dell'intera storia romana, uno dei momenti migliori, dei due “secoli d'oro” dell'Impero romano.

## Contesto storico
All'interno della storia romana si definisce abitualmente età degli Imperatori adottivi, il periodo che va dal 96 (elezione di Nerva) al 180 (morte di Marco Aurelio), caratterizzato da una successione al trono stabilita non per via familiare, ma attraverso l'adozione da parte dell'imperatore in carica del proprio successore. Unanimemente considerata una delle età più fauste della storia romana, la prima parte di questa età (da Nerva ad Adriano) seguì al travagliato periodo della fine della dinastia dei Flavi con la morte di Domiziano (del 96), e precedette la cosiddetta dinastia degli Antonini (dal 138 al 192).

## Accadimenti politici e militari (96-138)
Riguardo ai principali eventi politico militari si rimanda per ogni approfondimento alla voce riguardante gli Imperatori adottivi.

## Società e governo
Traiano fu un oculato statista e filantropo, interessato alle condizioni dei suoi cittadini e pertanto attento nelle riforme sociali e politiche. Per ovviare alla miseria dei ceti più bassi, e tentare di risollevare le condizioni della declinante economia italica, fece istituire l'Institutio Alimentaria. Con quest'ultimo provvedimento Traiano sacrificò parte del suo patrimonio personale per assicurare a centinaia di bambini e giovani bisognosi il sostentamento. Sull'Arco di Traiano di Benevento è raffigurata la distribuzione di viveri alla popolazione e soprattutto ai bambini poveri in base alla Institutio Alimentaria. Così pure dei rilievi sono conservati nel Foro Romano, riferentisi all'istituzione degli «Alimenta Italiae» in favore dei «pueri et puellae alimentari». Con i ricavati e i proventi delle riforme attuate, Traiano edificò collegi e orfanotrofi per i figli illegittimi e gli orfani dei suoi soldati garantendo loro un sussidio mensile e un'istruzione adeguata. Così facendo, l'imperatore garantì agli imperatori successivi un ceto dirigente abile e capace.

### Imperatori
- (1) = primo coniuge
- (2) = secondo coniuge (non mostrato)
- (3) = terzo coniuge
- MAIUSCOLO = deificato (Augusto, Augusta, o altro)
- la linea punteggiata indica l'adozione o (nel caso di Adriano e Antinoo) presunti amanti

|                 |                 |                          |                          |                          |                          |                          |                          |               |               |               |               |               |               |          |          |                  |                  |                                      |                                      |                                      |                                      |                                      |                                      |          |          |                     |                     |                     |                     |                     |                     |                                            |                                            |                                            |                                            |                                            |                                            |           |           |                              |                              |                              |                              |                              |                              |                  |                  |                |                |                |                |                |                |
|                 |                 |                          |                          |                          |                          |                          |                          |               |               |               |               |               |               |          |          |                  |                  |                                      |                                      |                                      |                                      |                                      |                                      |          |          |                     |                     |                     |                     |                     |                     |                                            |                                            |                                            |                                            |                                            |                                            |           |           |                              |                              |                              |                              |                              |                              |                  |                  |                |                |                |                |                |                |
|                 |                 |                          |                          |                          |                          |                          |                          |               |               | Marcia        | Marcia        | Marcia        | Marcia        | Marcia   | Marcia   |                  |                  | TRAIANO PATER                        | TRAIANO PATER                        | TRAIANO PATER                        | TRAIANO PATER                        | TRAIANO PATER                        | TRAIANO PATER                        |          |          | NERVA (r. 96–98)    | NERVA (r. 96–98)    | NERVA (r. 96–98)    | NERVA (r. 96–98)    | NERVA (r. 96–98)    | NERVA (r. 96–98)    |                                            |                                            | Ulpia                                      | Ulpia                                      | Ulpia                                      | Ulpia                                      | Ulpia     | Ulpia     |                              |                              |                              |                              |                              |                              |                  |                  |                |                |                |                |                |                |
|                 |                 |                          |                          |                          |                          |                          |                          |               |               | Marcia        | Marcia        | Marcia        | Marcia        | Marcia   | Marcia   |                  |                  | TRAIANO PATER                        | TRAIANO PATER                        | TRAIANO PATER                        | TRAIANO PATER                        | TRAIANO PATER                        | TRAIANO PATER                        |          |          | NERVA (r. 96–98)    | NERVA (r. 96–98)    | NERVA (r. 96–98)    | NERVA (r. 96–98)    | NERVA (r. 96–98)    | NERVA (r. 96–98)    |                                            |                                            | Ulpia                                      | Ulpia                                      | Ulpia                                      | Ulpia                                      | Ulpia     | Ulpia     |                              |                              |                              |                              |                              |                              |                  |                  |                |                |                |                |                |                |
|                 |                 |                          |                          |                          |                          |                          |                          |               |               |               |               |               |               |          |          |                  |                  |                                      |                                      |                                      |                                      |                                      |                                      |          |          |                     |                     |                     |                     |                     |                     |                                            |                                            |                                            |                                            |                                            |                                            |           |           |                              |                              |                              |                              |                              |                              |                  |                  |                |                |                |                |                |                |
|                 |                 |                          |                          |                          |                          |                          |                          |               |               |               |               |               |               |          |          |                  |                  |                                      |                                      |                                      |                                      |                                      |                                      |          |          |                     |                     |                     |                     |                     |                     |                                            |                                            |                                            |                                            |                                            |                                            |           |           |                              |                              |                              |                              |                              |                              |                  |                  |                |                |                |                |                |                |
|                 |                 |                          |                          |                          |                          |                          |                          |               |               | MARCIANA      | MARCIANA      | MARCIANA      | MARCIANA      | MARCIANA | MARCIANA |                  |                  | TRAIANO, figlio adottivo (r. 98–117) | TRAIANO, figlio adottivo (r. 98–117) | TRAIANO, figlio adottivo (r. 98–117) | TRAIANO, figlio adottivo (r. 98–117) | TRAIANO, figlio adottivo (r. 98–117) | TRAIANO, figlio adottivo (r. 98–117) |          |          | PLOTINA             | PLOTINA             | PLOTINA             | PLOTINA             | PLOTINA             | PLOTINA             |                                            |                                            |                                            |                                            |                                            |                                            |           |           |                              |                              |                              |                              |                              |                              |                  |                  |                |                |                |                |                |                |
|                 |                 |                          |                          |                          |                          |                          |                          |               |               | MARCIANA      | MARCIANA      | MARCIANA      | MARCIANA      | MARCIANA | MARCIANA |                  |                  | TRAIANO, figlio adottivo (r. 98–117) | TRAIANO, figlio adottivo (r. 98–117) | TRAIANO, figlio adottivo (r. 98–117) | TRAIANO, figlio adottivo (r. 98–117) | TRAIANO, figlio adottivo (r. 98–117) | TRAIANO, figlio adottivo (r. 98–117) |          |          | PLOTINA             | PLOTINA             | PLOTINA             | PLOTINA             | PLOTINA             | PLOTINA             |                                            |                                            |                                            |                                            |                                            |                                            |           |           |                              |                              |                              |                              |                              |                              |                  |                  |                |                |                |                |                |                |
|                 |                 |                          |                          |                          |                          |                          |                          |               |               |               |               |               |               |          |          |                  |                  |                                      |                                      |                                      |                                      |                                      |                                      |          |          |                     |                     |                     |                     |                     |                     |                                            |                                            | Elio Afro                                  | Elio Afro                                  | Elio Afro                                  | Elio Afro                                  | Elio Afro | Elio Afro |                              |                              | Paulina maggiore             | Paulina maggiore             | Paulina maggiore             | Paulina maggiore             | Paulina maggiore | Paulina maggiore |                |                |                |                |                |                |
|                 |                 |                          |                          |                          |                          |                          |                          |               |               |               |               |               |               |          |          |                  |                  |                                      |                                      |                                      |                                      |                                      |                                      |          |          |                     |                     |                     |                     |                     |                     |                                            |                                            | Elio Afro                                  | Elio Afro                                  | Elio Afro                                  | Elio Afro                                  | Elio Afro | Elio Afro |                              |                              | Paulina maggiore             | Paulina maggiore             | Paulina maggiore             | Paulina maggiore             | Paulina maggiore | Paulina maggiore |                |                |                |                |                |                |
|                 |                 | Libone Rupilio Frugi (3) | Libone Rupilio Frugi (3) | Libone Rupilio Frugi (3) | Libone Rupilio Frugi (3) | Libone Rupilio Frugi (3) | Libone Rupilio Frugi (3) |               |               |               |               | MATIDIA       | MATIDIA       | MATIDIA  | MATIDIA  | MATIDIA          | MATIDIA          |                                      |                                      |                                      |                                      |                                      |                                      |          |          | L. Vibio Sabino (1) | L. Vibio Sabino (1) | L. Vibio Sabino (1) | L. Vibio Sabino (1) | L. Vibio Sabino (1) | L. Vibio Sabino (1) |                                            |                                            |                                            |                                            |                                            |                                            |           |           |                              |                              |                              |                              |                              |                              |                  |                  |                |                |                |                |                |                |
|                 |                 | Libone Rupilio Frugi (3) | Libone Rupilio Frugi (3) | Libone Rupilio Frugi (3) | Libone Rupilio Frugi (3) | Libone Rupilio Frugi (3) | Libone Rupilio Frugi (3) |               |               |               |               | MATIDIA       | MATIDIA       | MATIDIA  | MATIDIA  | MATIDIA          | MATIDIA          |                                      |                                      |                                      |                                      |                                      |                                      |          |          | L. Vibio Sabino (1) | L. Vibio Sabino (1) | L. Vibio Sabino (1) | L. Vibio Sabino (1) | L. Vibio Sabino (1) | L. Vibio Sabino (1) |                                            |                                            |                                            |                                            |                                            |                                            |           |           |                              |                              |                              |                              |                              |                              |                  |                  |                |                |                |                |                |                |
|                 |                 |                          |                          |                          |                          |                          |                          |               |               |               |               |               |               |          |          |                  |                  |                                      |                                      |                                      |                                      |                                      |                                      |          |          |                     |                     |                     |                     |                     |                     |                                            |                                            |                                            |                                            |                                            |                                            |           |           |                              |                              |                              |                              |                              |                              |                  |                  |                |                |                |                |                |                |
|                 |                 |                          |                          |                          |                          |                          |                          |               |               |               |               |               |               |          |          |                  |                  |                                      |                                      |                                      |                                      |                                      |                                      |          |          |                     |                     |                     |                     |                     |                     |                                            |                                            |                                            |                                            |                                            |                                            |           |           |                              |                              |                              |                              |                              |                              |                  |                  |                |                |                |                |                |                |
| Rupilia Annia   | Rupilia Annia   | Rupilia Annia            | Rupilia Annia            | Rupilia Annia            | Rupilia Annia            |                          |                          | M. Annio Vero | M. Annio Vero | M. Annio Vero | M. Annio Vero | M. Annio Vero | M. Annio Vero |          |          | Rupilia Faustina | Rupilia Faustina | Rupilia Faustina                     | Rupilia Faustina                     | Rupilia Faustina                     | Rupilia Faustina                     |                                      |                                      | SABINA   | SABINA   | SABINA              | SABINA              | SABINA              | SABINA              |                     |                     | ADRIANO, figlio adottivo (r. 117–138)      | ADRIANO, figlio adottivo (r. 117–138)      | ADRIANO, figlio adottivo (r. 117–138)      | ADRIANO, figlio adottivo (r. 117–138)      | ADRIANO, figlio adottivo (r. 117–138)      | ADRIANO, figlio adottivo (r. 117–138)      |           |           | ANTINOO                      | ANTINOO                      | ANTINOO                      | ANTINOO                      | ANTINOO                      | ANTINOO                      |                  |                  | Paulina minore | Paulina minore | Paulina minore | Paulina minore | Paulina minore | Paulina minore |
| Rupilia Annia   | Rupilia Annia   | Rupilia Annia            | Rupilia Annia            | Rupilia Annia            | Rupilia Annia            |                          |                          | M. Annio Vero | M. Annio Vero | M. Annio Vero | M. Annio Vero | M. Annio Vero | M. Annio Vero |          |          | Rupilia Faustina | Rupilia Faustina | Rupilia Faustina                     | Rupilia Faustina                     | Rupilia Faustina                     | Rupilia Faustina                     |                                      |                                      | SABINA   | SABINA   | SABINA              | SABINA              | SABINA              | SABINA              |                     |                     | ADRIANO, figlio adottivo (r. 117–138)      | ADRIANO, figlio adottivo (r. 117–138)      | ADRIANO, figlio adottivo (r. 117–138)      | ADRIANO, figlio adottivo (r. 117–138)      | ADRIANO, figlio adottivo (r. 117–138)      | ADRIANO, figlio adottivo (r. 117–138)      |           |           | ANTINOO                      | ANTINOO                      | ANTINOO                      | ANTINOO                      | ANTINOO                      | ANTINOO                      |                  |                  | Paulina minore | Paulina minore | Paulina minore | Paulina minore | Paulina minore | Paulina minore |
|                 |                 |                          |                          |                          |                          |                          |                          |               |               |               |               |               |               |          |          |                  |                  |                                      |                                      |                                      |                                      |                                      |                                      |          |          |                     |                     |                     |                     |                     |                     |                                            |                                            |                                            |                                            |                                            |                                            |           |           |                              |                              |                              |                              |                              |                              |                  |                  |                |                |                |                |                |                |
|                 |                 |                          |                          |                          |                          |                          |                          |               |               |               |               |               |               |          |          |                  |                  |                                      |                                      |                                      |                                      |                                      |                                      |          |          |                     |                     |                     |                     |                     |                     |                                            |                                            |                                            |                                            |                                            |                                            |           |           |                              |                              |                              |                              |                              |                              |                  |                  |                |                |                |                |                |                |
| Domizia Lucilla | Domizia Lucilla | Domizia Lucilla          | Domizia Lucilla          | Domizia Lucilla          | Domizia Lucilla          |                          |                          | M. Annio Vero | M. Annio Vero | M. Annio Vero | M. Annio Vero | M. Annio Vero | M. Annio Vero |          |          | M. Annio Libone  | M. Annio Libone  | M. Annio Libone                      | M. Annio Libone                      | M. Annio Libone                      | M. Annio Libone                      |                                      |                                      | FAUSTINA | FAUSTINA | FAUSTINA            | FAUSTINA            | FAUSTINA            | FAUSTINA            |                     |                     | ANTONINO PIO, figlio adottivo (r. 138–161) | ANTONINO PIO, figlio adottivo (r. 138–161) | ANTONINO PIO, figlio adottivo (r. 138–161) | ANTONINO PIO, figlio adottivo (r. 138–161) | ANTONINO PIO, figlio adottivo (r. 138–161) | ANTONINO PIO, figlio adottivo (r. 138–161) |           |           | Elio Cesare, figlio Adottivo | Elio Cesare, figlio Adottivo | Elio Cesare, figlio Adottivo | Elio Cesare, figlio Adottivo | Elio Cesare, figlio Adottivo | Elio Cesare, figlio Adottivo |                  |                  | Julia Paulina  | Julia Paulina  | Julia Paulina  | Julia Paulina  | Julia Paulina  | Julia Paulina  |
| Domizia Lucilla | Domizia Lucilla | Domizia Lucilla          | Domizia Lucilla          | Domizia Lucilla          | Domizia Lucilla          |                          |                          | M. Annio Vero | M. Annio Vero | M. Annio Vero | M. Annio Vero | M. Annio Vero | M. Annio Vero |          |          | M. Annio Libone  | M. Annio Libone  | M. Annio Libone                      | M. Annio Libone                      | M. Annio Libone                      | M. Annio Libone                      |                                      |                                      | FAUSTINA | FAUSTINA | FAUSTINA            | FAUSTINA            | FAUSTINA            | FAUSTINA            |                     |                     | ANTONINO PIO, figlio adottivo (r. 138–161) | ANTONINO PIO, figlio adottivo (r. 138–161) | ANTONINO PIO, figlio adottivo (r. 138–161) | ANTONINO PIO, figlio adottivo (r. 138–161) | ANTONINO PIO, figlio adottivo (r. 138–161) | ANTONINO PIO, figlio adottivo (r. 138–161) |           |           | Elio Cesare, figlio Adottivo | Elio Cesare, figlio Adottivo | Elio Cesare, figlio Adottivo | Elio Cesare, figlio Adottivo | Elio Cesare, figlio Adottivo | Elio Cesare, figlio Adottivo |                  |                  | Julia Paulina  | Julia Paulina  | Julia Paulina  | Julia Paulina  | Julia Paulina  | Julia Paulina  |

### Nuove province romane
La Dacia venne conquistata nel corso di due campagne militari condotte da Traiano contro il re Decebalo (101-102 e 105. La creazione delle province procuratorie della Dacia, avvenne durante il principato di Adriano: la Dacia Inferior, istituita in un tempo successivo al 120 rimase procuratoria fino al 169 (negli ultimi anni chiamata Malvensis), mentre la Dacia Porolissensis fu elevata a provincia nel 119-123 e rimase tale fino al 168, quando assieme all'altra provincia sorella della Dacia Inferior, fu ridotta semplice distretto finanziario sotto il comando del legato della Dacia superior, nel frattempo diventato legato delle tre Dacie.
La provincia di Mesopotamia. Venne fondata nel 115 a seguito della campagna contro i Parti di Traiano: il territorio conquistato venne diviso in province, e la Mesopotamia venne istituita facendovi rientrare il territorio della moderna Siria a oriente dell'Eufrate e quello dell'Iraq settentrionale. Il primo governatore fu Decimo Terenzio Scauriano.. Fu abbandonata da Adriano soli due anni più tardi nel 117.

### Regni/popoli "clienti"
I Romani intuirono che il compito di governare e di civilizzare un gran numero di genti contemporaneamente era pressoché impossibile, e che sarebbe risultato più semplice lasciare l'organizzazione di questi piccoli regni, affidata a principi nati e cresciuti nel paese d'origine. Nacque quindi la figura dei re clienti, la cui funzione era quella di promuovere lo sviluppo politico ed economico dei loro regni, favorendone la civilizzazione e l'economia. Un "re cliente", riconosciuto dal Senato romano come amicus populi Romani, di solito non era altro che uno strumento del controllo nelle mani dell'Impero romano. Ciò non riguardava solo la politica estera e difensiva, dove al re cliente era affidato il compito di assumersi l'onere di garantire lungo i propri confini la sicurezza contro infiltrazioni e pericoli "a bassa intensità", ma anche le questioni interne dinastiche, nell'ambito del sistema di sicurezza imperiale. Ma i Regni o i popoli clienti, poco potevano fare contro i pericoli "ad alta intensità" (come sostiene Edward Luttwak), come le invasioni su scala provinciale. Potevano dare il loro contributo, rallentando l'avanzata nemica con le proprie e limitate forze, almeno fino al sopraggiungere dell'alleato romano: in altre parole potevano garantire una certa "profondità geografica", ma nulla di più.
| Traiano: Æ sesterzio                                                                        | Traiano: Æ sesterzio |
| ------------------------------------------------------------------------------------------- | --- |
|                                                                                             | |
| IMP CAES NER TRAIAN OPTIMAVG GER DAC PARTHICO P M TR P COS VI P P, testa laureata a destra. | REGNA ADSIGNATA, S C in esergo; Traiano, in uniforme militare, seduto su una sedia curule, tende la mano a tre re barbari, il primo dei quali tende a sua volta la mano a Traiano; due ufficiali militari alle spalle dell'imperatore, uno tiene una bacchetta ed uno scettro. |
| 27.01 gr, coniato nel 116.                                                                  | |

Nel corso della conquista della Dacia di Traiano degli anni 101-106, l'imperatore romano riuscì ad ottenere aiuti militari dall'antico alleato dei sarmati Iazigi (appena ricondotti all'obbedienza dopo un decennio di nuove guerre condotte contro di loro e gli alleati suebi) contro il re dei Daci, Decebalo, che aveva disatteso i patti di amicitia e di "clientela" verso Roma stipulati al tempo di Domiziano (nell'89). Quest'ultimo dopo due sanguinose guerre fu definitivamente sconfitto e la Dacia fu annessa e trasformata in provincia romana.
In quanto alleati dei Romani, i Nabatei svolsero anche il ruolo di baluardo tra Roma e le popolazioni beduine, poco inclini a piegarsi all'Impero, inoltrando tuttavia le loro mercanzie negli empori settentrionali e fornendo spesso loro beni che da quelle aree provenivano. Essi continuarono a prosperare fino a tutto il I secolo e gli inizi del II, quando Traiano ne incorporò i loro territori nel 105/106, abolendo la loro identità culturale e nazionale, nella nuova provincia romana dell'Arabia Petraea. La loro potenza si era ormai estesa ben dentro l'Arabia, lungo il Mar Rosso fino allo Yemen, e Petra rimase un emporio cosmopolita, malgrado i suoi commerci diminuissero con l'affermazione delle rotte orientali di commercio, da Myoshormus a Copto lungo il Nilo.
Pochi anni più tardi fu la volta del regno d'Armenia ("cliente" di Roma o della Parthia a fasi alterne), ad essere inglobato e trasformato in provincia romana nel 114. Sappiamo infatti che Traiano, raggiunta Antiochia nel gennaio di quest'anno, radunò le legioni ed i suoi migliori generali, tra cui Lusio Quieto e Quinto Marcio Turbone (allora praefectus classis Misenis), marciò sull'Armenia e ne conquistò la sua capitale Artaxata. Deposto il suo re, un certo Partamasiri, annesse i suoi territori all'Impero romano. Le sue armate proseguirono da settentrione fino in Media ad est, ed in Mesopotamia settentrionale l'anno successivo.
Nel 116 Traiano, conscio delle difficoltà crescenti della conquista, pensò di dover rinunciare ai territori meridionali della Mesopotamia, facendone però un suo regno "cliente", ma mettendovi sul trono un re a lui fedele: il giovane Partamaspate, incoronato dallo stesso imperatore romano a Ctesifonte. Distribuì infine anche ad altri regnanti territori a nord ed est della nuova provincia d'Armenia.
Adriano, appena insediatosi sul trono, fu costretto a combattere una nuova guerra sarmatica negli anni 117-119, prima contro i Roxolani della Moldavia e della Valacchia, e poi contro gli Iazigi della valle del fiume Tisza (a cui seguì l'abbandono romano del Banato occidentale. Al termine di queste guerre entrambe le popolazioni entrarono nel novero delle popolazioni "clienti" di Roma.
Le popolazioni suebe di Quadi e Marcomanni, tornate all'antica alleanza romana dal 97 (dai tempi dell'ultima fase della guerra suebo sarmatica di Domiziano), si risvegliarono attorno al 135, tanto da costringere l'imperatore Adriano, ad inviare lungo il fronte pannonico il suo erede designato, Elio Cesare, per combatterle nel corso di due campagne (degli anni 136-137), nelle quali sappiamo dalla Historia Augusta, che ottenne buoni successi contro le stesse, come dimostrerebbe la monetazione di quel periodo, costringendole a tornare all'antico stato di popolazioni "clienti".

## Religione
Traiano celebrò la Providentia, la divinità che sapeva prevedere e provvedere. Il significato che acquista nella monetazione traianea era di augurio al nuovo imperatore perché fosse in grado di garantire e fornire adeguati benefici per il futuro al Populus Romanus intero.
Adriano, nei confronti dei cristiani, mostrò maggiore tolleranza dei suoi predecessori. Di quest'ultima questione rimane testimonianza, intorno all'anno 122, in un rescritto indirizzato a Gaio Minucio Fundano, proconsole della provincia d'Asia. In esso l'imperatore, a cui era stato richiesto come comportarsi nei confronti dei cristiani e delle accuse a loro rivolte, rispose di procedere nei loro confronti solo in ordine ad eventi circostanziati emergenti da un procedimento giudiziario e non sulla base di accuse generiche.

### Cristianesimo e persecuzioni
Delle persecuzioni all'epoca di Traiano ci restano alcuni documenti molto importanti. Il primo è una lettera inviata all'imperatore da Plinio il Giovane quando, intorno al 110, era legato nella provincia di Bitinia. Plinio descrive la linea seguita fino ad allora con i cristiani e le accuse loro rivolte, ma chiede ulteriori chiarimenti su come comportarsi con loro. Nella lettera si trova il giudizio negativo contro la religione cristiana largamente diffuso nella cerchia imperiale ed intellettuale dell'epoca, e condivisa dallo stesso Plinio: “nihil aliud quam superstitionem” ("null'altro che superstizione"). Il secondo documento è il rescritto, cioè la risposta ufficiale, in cui l'imperatore detta modalità per trattare la questione cristiana che sarebbero rimaste valide per quasi 140 anni: nessuna ricerca attiva dei cristiani, ma, in caso di denuncia, essi dovevano essere condannati se avessero rifiutato di sacrificare agli dèi; le denunce anonime andavano respinte. La corrispondenza fornisce alcune interessanti notizie: a parte la condivisione dell'opinione comune, Plinio non sapeva quasi nulla dei Cristiani, e tantomeno del loro presunto delitto, delle pene da infliggere e delle norme e procedure da applicare nei loro confronti; da ciò si può dedurre che all'epoca non esistevano leggi o decreti anticristiani, che anche gli imperatori non avevano mai preso ufficialmente posizione contro di loro e che nessun processo celebrato contro i Cristiani aveva avuto così tanta rilevanza da poter costituire un precedente utile per un magistrato di Roma. La risposta di Traiano, d'altra parte, dalla quale traspare la difficoltà di stabilire una regola, sembra più attenta alla protezione degli innocenti che all'assoluzione dei colpevoli: colpire i rei, ma astenersi dal ricercarli, né procedere in base a denunce, soprattutto se anonime, e richiedere la semplice prova del sacrificio agli dèi.

## Diritto, usi e costumi
Traiano fu attento ai problemi sociali ed alla tutela delle clessi più umuili. Egli, infatti, in materia giudiziaria diminuì i tempi dei processi, proibì le accuse anonime, acconsentì il risvolgimento del processo in caso di condanna in contumacia e proibì le condanne in mancanza di prove solide o in presenza di qualsiasi dubbio. Trovò poi modo di organizzare la burocrazia e promulgò leggi a favore della piccola proprietà contadina, la cui base era minacciata dall'estendersi del latifondo.
Un caposaldo della politica adrianea fu l'idea di ampliare, quando possibile, i livelli di tolleranza. Si fece promotore di una riforma legislativa per alleggerire la posizione degli schiavi i quali si trovavano in situazioni disumane allorché si verificasse un crimine ai danni del dominus.
Un'altra riforma operata da Adriano fu quella dell'editto pretorio. Questo strumento normativo consisteva in un'esposizione di principi giuridici generali che il magistrato comunicava al momento dell'insediamento. Con l'andar del tempo, questi principi costituirono un nucleo di norme consolidato (edictum vetus o tralaticium) al quale ogni pretore aggiungeva le fattispecie che intendeva tutelare. Tecnicamente la finalità dell'editto era quella di concedere tutela processuale anche a rapporti non previsti dallo ius civile. Con la riforma adrianea, che l'imperatore affidò al giurista romano Salvio Giuliano negli anni dal 130 al 134, l'editto venne codificato, approvato da un senatoconsulto e divenne perpetuo (edictum perpetuum).
Sempre in campo giuridico Adriano pose fine al sistema ideato da Augusto che, concedendo ad alcuni giuristi lo ius respondendi ex auctoritate principis, aveva consentito che il diritto si espandesse progressivamente attraverso l'opera creatrice di alcuni esperti scelti dall'imperatore stesso. Adriano sostituì al gruppo di giuristi isolati frutto dello schema augusteo un consilium principis che contribuì alla progressiva burocratizzazione di questa figura, togliendole l'indipendenza residuata.

## Esercito
Traiano
- Durante le sue guerre di conquista della Dacia (101-106) e della Parthia (114-117), questo imperatore apportò all'esercito importanti modifiche, istituendo la carica di Praefectus Mesopotamiae;
- introdusse l'uso del contus per le unità di cavalleria ausiliaria, anche costituendo un reparto di cavalieri su dromedari ed arruolando nella cavalleria romana reparti di Daci.
- Sempre Traiano potrebbe aver abolito la cavalleria legionaria.
- La speciale "guardia del corpo" voluta da Augusto e poi sciolta da Galba, reclutata tra le popolazioni germaniche dei Batavi (corporis custodes), fu ricostituita da Traiano, questa volta organizzata in turmae, comandate da decurioni, il cui primo ufficiale era un tribunus militum.
- È forse a questo imperatore o alla precedente dinastia dei Flavi che si deve l'istituzione degli Equites singulares Augusti, in numero di 1.000 cavalieri (o forse 500). Erano comandati da decuriones, a loro volta sottoposti ad un tribunus militum in qualità di comandante in capo, che rispondeva poi al prefetto del Pretorio. Furono infine alloggiati, prima in un campo sul Celio, poi nei pressi del Laterano.

Adriano
- Quest'ultimo istituì i primi numeri (reparti di ausiliari che conservavano i propri usi e caratteristiche militari, forniti dai "regni Clienti");
- fece fortificare il limes in Britannia con la costruzione del vallo di Adriano, un muro in pietra dotato di fossato antistante e tutta una serie di forti e fortini ausiliari;
- Istituì una nuova flotta, questa volta in Siria, la Classis Syriaca.

## Economia

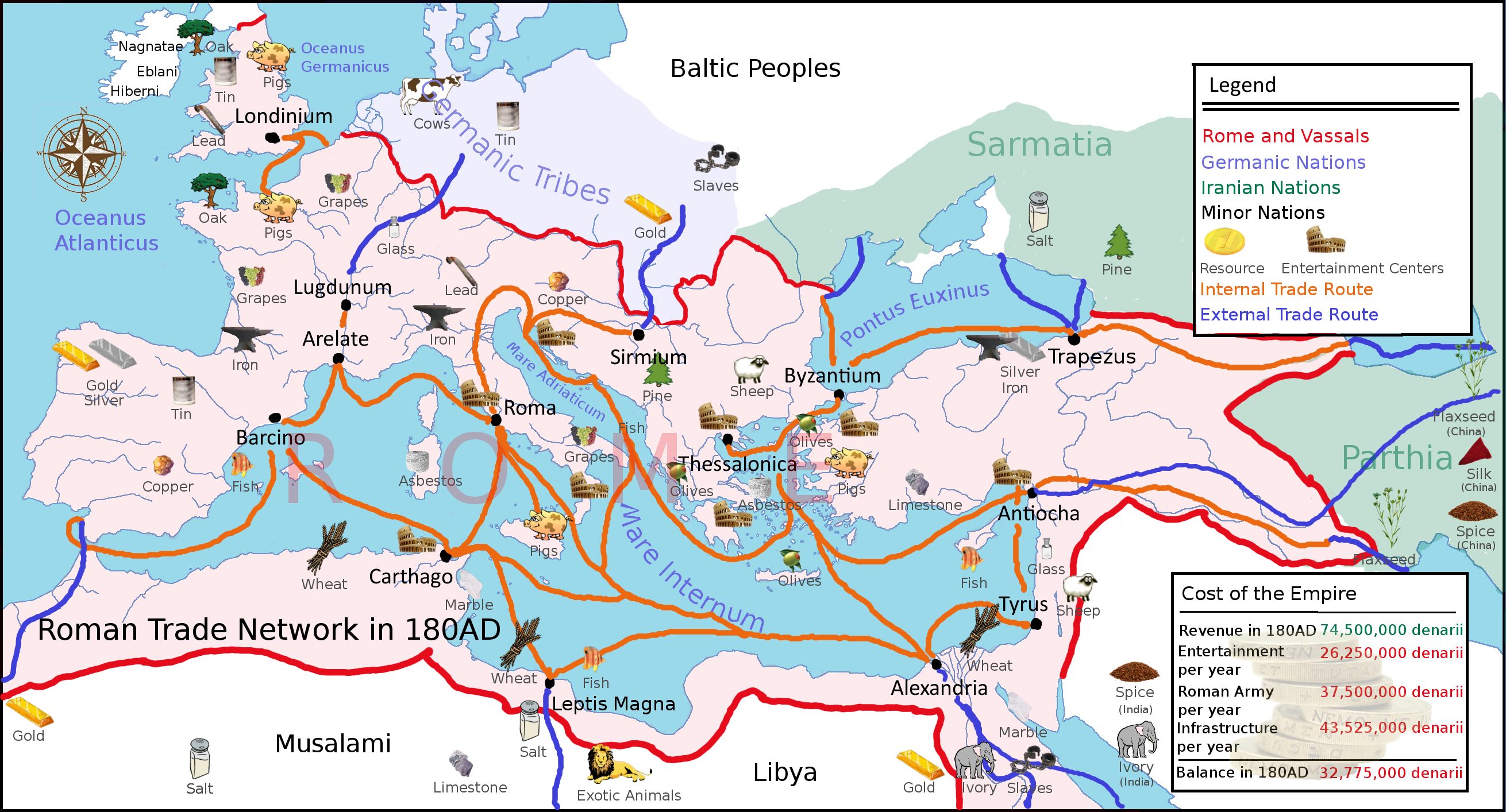
Le vie del commercio romano durante la dinastia degli Antonini.

Molte delle monete di Nerva celebrarono anche alcuni provvedimenti amministrativi o fiscali come i frequenti congiaria o l'abolizione della vessatoria imposta sui Giudei (il Fiscus iudaicus) oppure i nuovi sgravi fiscali sulla circolazione dei veicoli in Italia.
Traiano favorì il ripopolamento di liberi contadini nella penisola, investendo capitali e fornendo ai coloni i mezzi per il sostentamento e il lavoro nei campi; in cambio i coloni si impegnavano a versare una parte dei raccolti come saldo del debito. Questo sistema, noto come colonato, aveva bisogno del controllo da parte dello Stato affinché potesse funzionare. Da un lato bisognava impedire che gli esattori delle imposte depredassero i coloni o che i latifondisti esigessero più del dovuto riducendo alla miseria e alla semischiavitù i contadini; dall'altro bisognava difendere i coloni dai briganti e gli invasori che avrebbero potuto devastare le terre costringendoli all'abbandono delle campagne e a riversarsi in città lasciando le terre incolte. Per ovviare al declino dell'agricoltura italica impose ai senatori di investire in Italia almeno un terzo dei loro capitali. Pose dei limiti all'emigrazioni dalla penisola, tentando di incentivare la presenza del ceto imprenditore e della manodopera in un'Italia che stava perdendo la sua centralità e che stava per avviarsi ad una fase di declino. Traiano fece bruciare i registri delle tasse arretrate (raffigurato in quest'atto nei Plutei della Curia) per alleggerire la pressione fiscale sulle province e abolì alcune tassazioni che gravavano sui provinciali e gli italici; poté così creare una sorta di cassa risparmio popolare che concedeva prestiti ai piccoli contadini e imprenditori romani che beneficiarono così di larghe concessioni; vennero poi favorite le prime cooperative e associazioni dei mestieri.
I problemi economici vennero risolti con le campagne militari, che avevano il doppio intento di pacificare i confini e reperire l'oro e l'argento necessari per le costruzioni, le riforme e per colmare il deficit economico degli imperatori precedenti. Il suo successore, Adriano, si trovò a reggere le sorti di un impero economicamente in attivo. La conquista dei territori della Dacia, a nord del limes danubiano, portarono alla creazione della nuova provincia di Dacia, con capitale la città di nuova fondazione di Colonia Ulpia Traiana Augusta Dacica Sarmizegetusa (probabilmente sul tracciato del vecchio campo militare di Traiano). Si narra che la conquista fruttò a Traiano un enorme bottino, stimato in cinque milioni di libbre d'oro (pari a 226 800 kg) e nel doppio d'argento. In effetti Traiano sembra abbia ricevuto da questo immenso bottino circa 2.700 milioni di sesterzi, cifra nettamente più elevata dell'intera somma sborsata da Augusto e documentata nelle sue Res Gestae Divi Augusti. Oltre a ciò, la conquista contribuì ad un aumento permanente delle entrate nelle casse dello Stato grazie alle miniere della Dacia occidentale che furono riaperte sotto la sorveglianza dei funzionari imperiali. Il beneficio fu comunque solo momentaneo. Alla lunga, la conclusione della politica espansionistica che fece mancare le usuali risorse del bottino di guerra, la diminuzione della moneta circolante (la produzione delle miniere era inferiore alla richiesta di metalli preziosi), la scarsità e quindi l'aumento del prezzo di mercato degli schiavi, resero le spese sempre più insostenibili, mentre la pressione fiscale si rivelava inefficace. Lo Stato conosceva un solo mezzo di intervento che non aumentava ulteriormente la pressione fiscale: la svalutazione della moneta, tramite la riduzione di peso delle monete (il primo ad operare in tal senso fu Nerone, al fine di poter meglio sostenere la sua personale politica di prestigio e di grandi spese). La conseguenza, evidente in tutta la sua drammaticità nel corso del Tardo Impero, sarà un'inflazione galoppante.
Ancora Traiano, a parte la distribuzione dei soliti congiaria, introdusse nuovi provvedimenti amministrativi o fiscali come una sovvenzione per ragazzi e ragazze bisognosi dell'Italia romana (alimenta Italiae).
| Denario                                                | Cesare       | Augusto (post 2 a.C.) | Nerone (post 64) | Traiano      |
| ------------------------------------------------------ | ------------ | --------------------- | ---------------- | ------------ |
| Peso teorico (della lega): in libbre (=327,168 grammi) | 1/84         | 1/84                  | 1/96             | 1/99         |
| Peso teorico (della lega): in grammi                   | 3.895 grammi | 3.895 grammi          | 3.408 grammi     | 3.305 grammi |
| % del titolo di solo argento:                          | 98%          | 97%                   | 93,5%            | 89,0%        |
| Peso teorico (argento): in grammi                      | 3,817 grammi | 3,778 grammi          | 3,186 grammi     | 2,941 grammi |

## Cultura
(poesia in stile ellenistico composta da Adriano poco prima della morte, traduzione di Lidia Storoni Mazzolani)

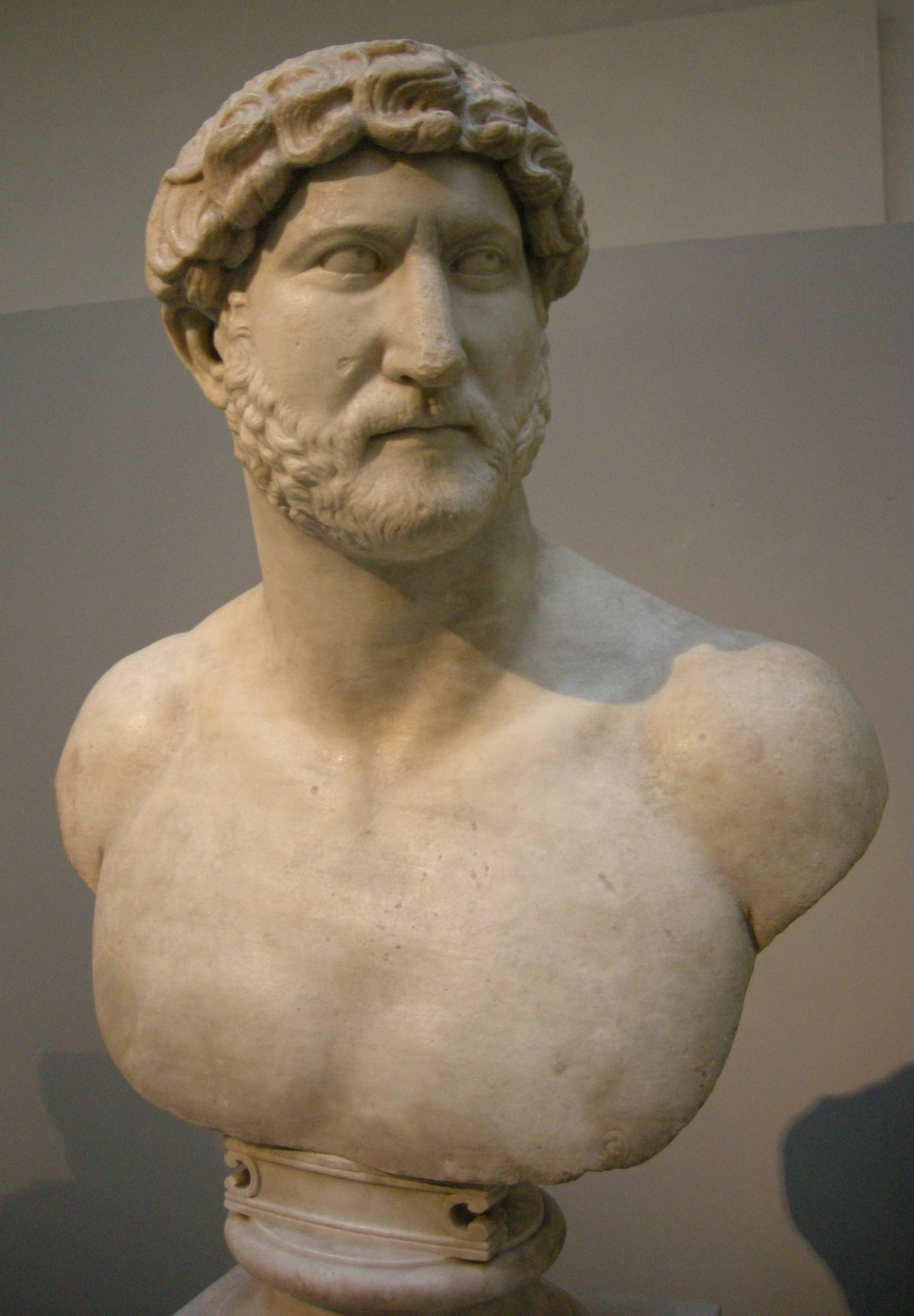
Busto di Adriano.

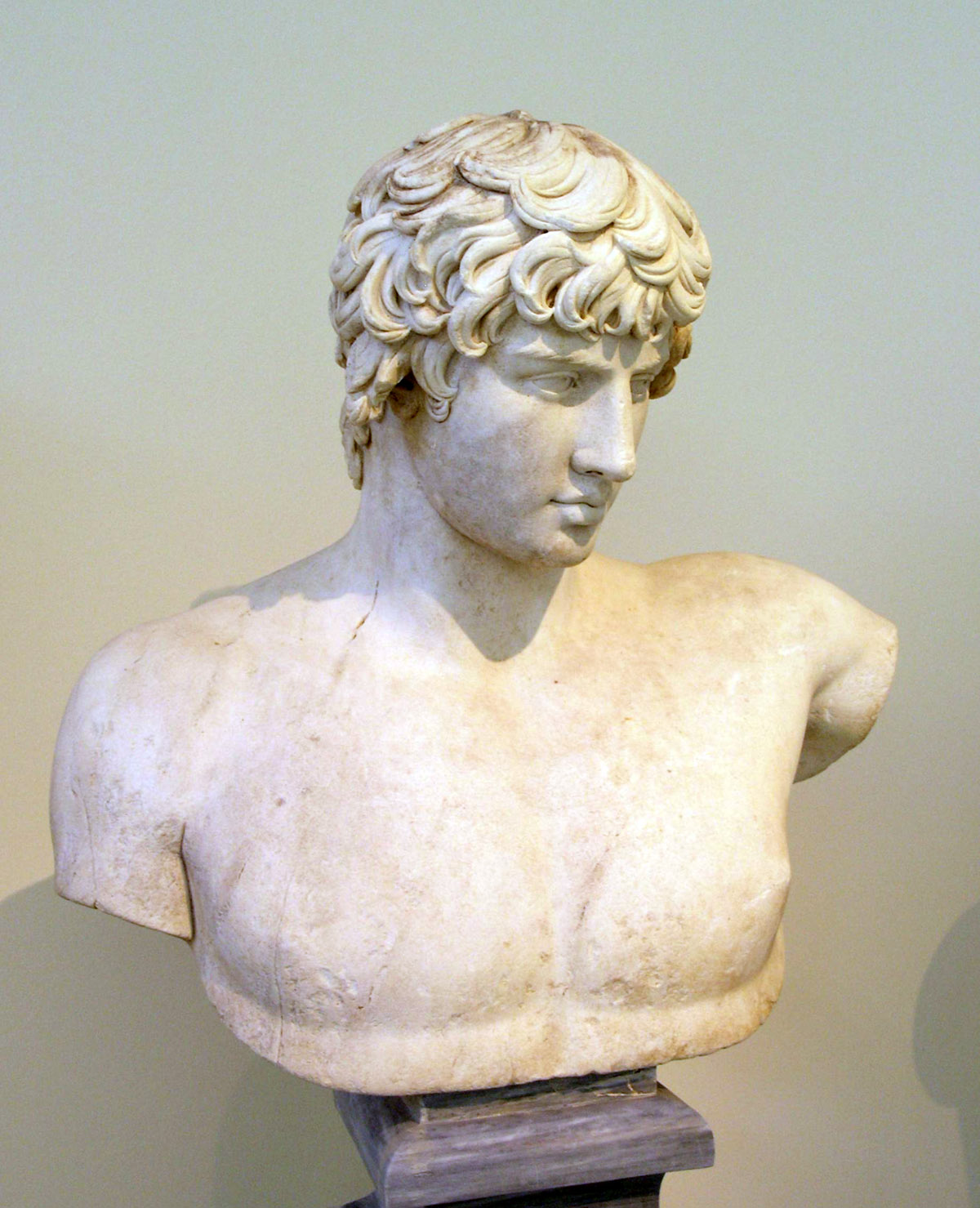
Busto del giovane Antinoo, amante di Adriano.

Adriano protesse notevolmente l'arte essendo egli stesso un fine intellettuale, amante delle arti figurative, della poesia e della letteratura. Anche l'architettura lo appassionava molto e durante il suo principato si adoperò per dare un'impronta stilistica personale agli edifici via via edificati.
Villa Adriana a Tivoli fu l'esempio più notevole di una dimora immensa costruita con passione, intesa come luogo della memoria, intessuto di citazioni architettoniche e paesaggistiche, di riproduzioni, su varia scala, di luoghi come il Pecile ateniese o Canopo in Egitto.
Anche a Roma il Pantheon, costruito da Agrippa, fu re-instaurato, edificato nuovamente, sotto Adriano e con la forma definitiva che tuttora conserva (non fu semplicemente restaurato). La città fu inoltre ulteriormente arricchita di templi, come il tempio di Venere e Roma e di edifici pubblici.
Sembra che spesso l'imperatore in persona mettesse mano ai progetti il che, secondo Cassio Dione Cocceiano, portò ad un conflitto con Apollodoro di Damasco, architetto di corte ufficialmente investito dell'incarico progettuale. Sempre secondo lo storico, Adriano, infastidito dalla disistima dell'architetto che lo riteneva poco più di un dilettante, sarebbe arrivato al punto da esiliarlo e poi farlo eliminare. Anche in questo caso, come già con Tacito nei confronti di Tiberio, è difficile capire quanto lo storico riferisca fatti reali e non illazioni dettate da animosità nei confronti dell'imperatore.
Adriano, benché sempre secondo Cassio Dione disconoscesse Omero, fu un umanista profondamente ellenofilo nei gusti, amico di filosofi greci come Epitteto. Molto noto è il legame sentimentale con un giovane greco: Antinoo. Nel 130, durante un viaggio in Egitto, Antinoo misteriosamente cadde nel Nilo e morì. Sulla sua morte furono sollevati molti dubbi ma la questione rimarrà per sempre oscura e non si può escludere che si sia trattato di suicidio o omicidio.
Travolto dal dolore, Adriano, in onore del defunto, fondò la città egiziana di Antinopoli, nella quale fece edificare un tempio dedicato al culto di Antinoo divinizzato, assimilato al dio egizio Osiride. Per il resto della vita Adriano commissionò centinaia (se non migliaia) di statue di Antinoo. La passione e la profondità dell'amore di Adriano furono mostrate in busti e statue rinvenuti ovunque in Europa, che rappresentano un ragazzo dal fascino malinconico, caratterizzato da un volto tondo con guance piene prive di qualsiasi peluria, labbra sensuali, e folta capigliatura a grosse ciocche mosse che ricoprono le orecchie.

### Letteratura latina
Se l'Imperatore Domiziano, perseguitò letterati e filosofi, il nuovo princeps Nerva (96-98) e poi il "figlio adottivo" Traiano (98-117), cercarono di evitare l'eccessivo autoritarismo del periodo precedente. Posero fine alle azioni persecutorie nei confronti dell'ordine senatorio ed a quelle delatorie che aveva messo in atto Domiziano. Rinunciarono ad essere adorati come dominus et deus; sostituirono il principio dinastico con quello dell'adozione del migliore, quale successore nella carica di Imperatore. Ciò si tradusse in una maggiore libertà di espressione per i letterati (libertas) e in una politica di maggior moralità. I due nuovi imperatori furono, infatti, esaltati da scrittori e poeti, che condannavano invece la tirannia di Domiziano e si accontentavano del nuovo corso riconoscendo nel nuovo princeps un'autorità maggiormente liberale, come è possibile riscontrare in Plinio il giovane nel suo Panegirico di Traiano o in Tacito nella prefazione della De vita et moribus Iulii Agricolae. In Tacito ed in Giovenale, entrambi di stirpe italica, emerge però un fattore pessimistico, che vedeva nel presente un'eccessiva ascesa al potere di classi sociali provinciali (lo stesso Traiano era di origine ispanica), resosi necessario per la struttura cosmopolita dell'Impero romano, a danno degli Italici e delle loro antiche tradizioni. I due letterati ritenevano che questo rimescolamento di valori e genti, avrebbe condotto ad una ben più grande crisi della moralità e della dignità romana, che poi si verificò nei secoli a venire, in particolare con il III secolo.

### Urbanistica di Roma e opere pubbliche al tempo di Traiano ed Adriano

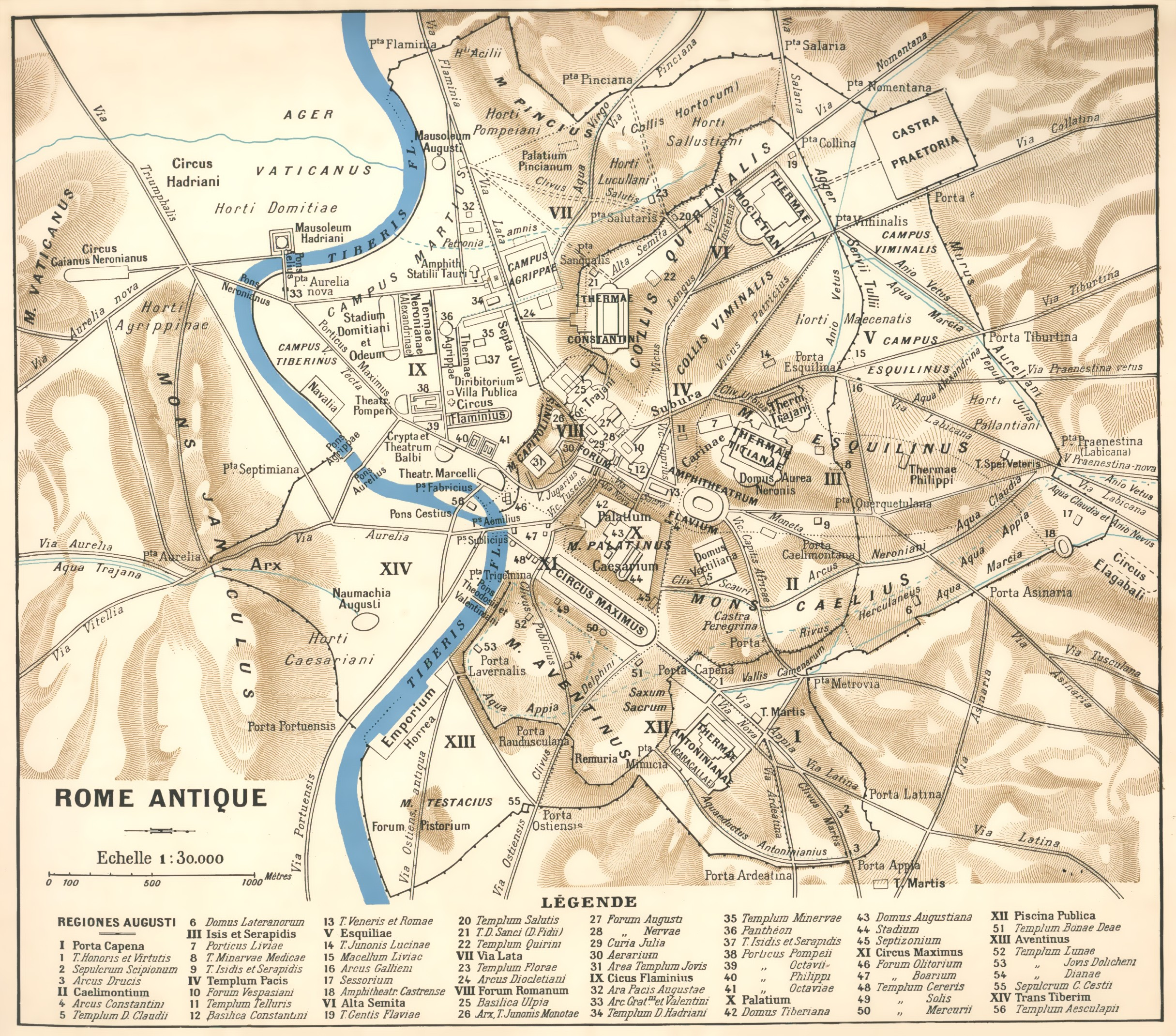
Mappa di Roma antica in epoca imperiale.

Sotto Traiano l'Impero tornò ad impegnarsi a migliorare le condizioni di vita del populus romanus, cominciando a rafforzare la viabilità lungo le principali vie di comunicazione che si diramavano dall'Urbe (come la via Traiana, che iniziava presso un arco a lui dedicato a Benevento); costruendo ex novo un nuovo porto esagonale nella zona di Fiumicino, oltre ad un nuovo acquedotto ed un nuovo complesso termale presso il Colosseo; ricostruendo ed ampliando il Circo Massimo; rinnovando il centro della città di Roma con la costruzione di un immenso foro (con la colonna commemorativa delle guerre daciche) e dei mercati ad esso contigui, avvalendosi dell'architetto Apollodoro di Damasco.
Ad Adriano si deve il picco dell'attività edilizia a Roma antica. Dal 123 si registra l'uso di indicare sul mattoni la data consolare, segno di un'attività delle fornaci particolarmente intensa. Ad Adriano e ai suoi immediati successori si devono il Pantheon nel suo attuale aspetto e la costruzione di un Mausoleo, oggi trasformato in Castel Sant'Angelo ed il tempio di Adriano, inserito più tardi nel palazzo della Borsa. La Villa Adriana fu una vera e propria reggia suburbana. Ma ancora più importante fu la costruzione di interi quartieri con insulae a più piani, come nella VII regione ad est della Via Lata: l'idea dell'aspetto di queste zone si può avere dagli scavi di Ostia antica, presso l'antico porto di Roma. Più nel dettaglio:
Traiano (Optimus princeps; 98-117)

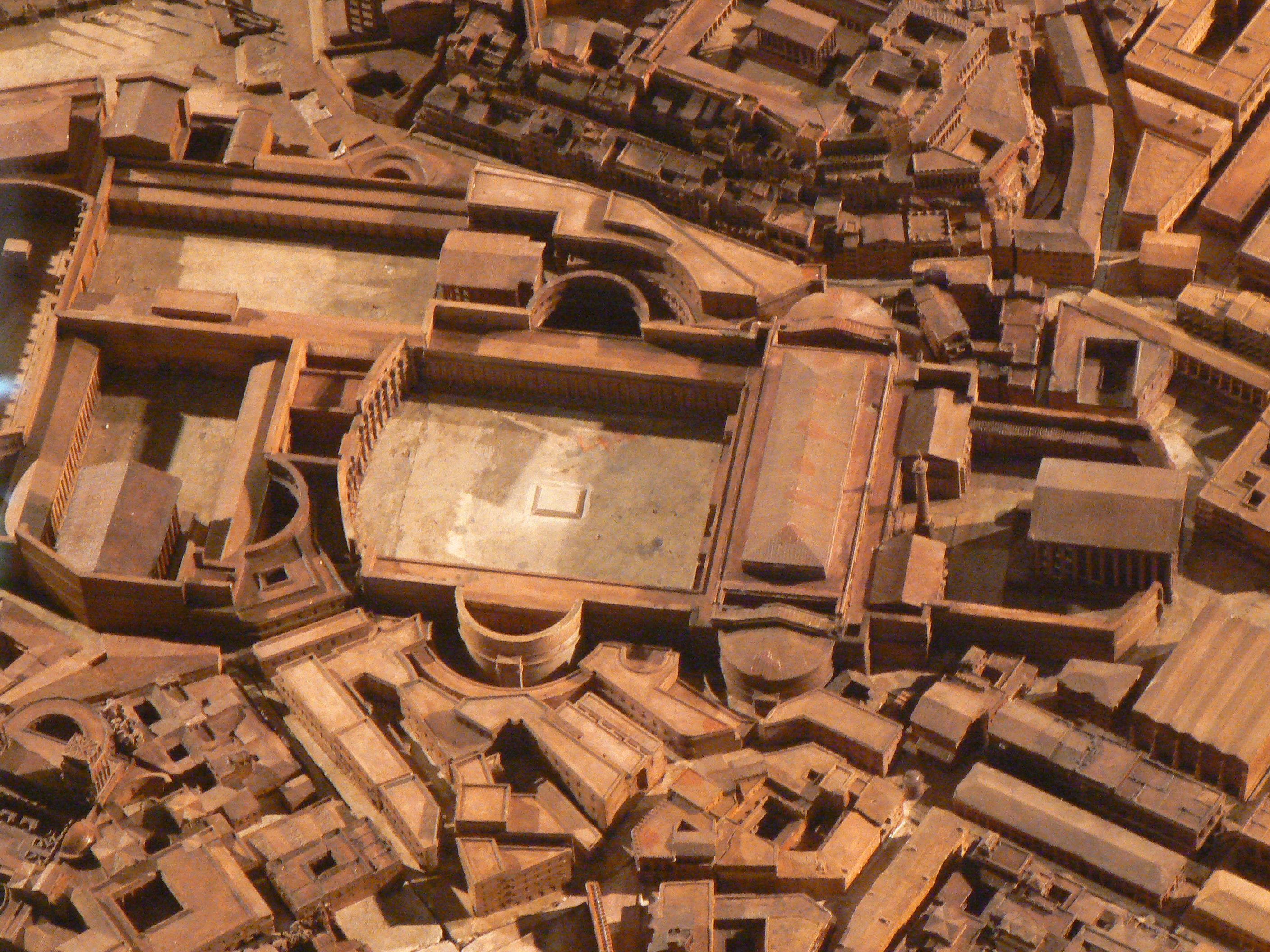
Modellino che ricostruisce la pianta del grande foro di Traiano.

Apollodoro di Damasco completò la serie dei Fori imperiali di Roma, con il vastissimo Foro di Traiano, dalla pianta innovativa, priva di tempio all'estremità, per permettere il capace funzionamento amministrativo, commerciale, giudiziario e politico della capitale dell'impero. Costruito dopo grandiosi lavori di sbancamento, rese disponibili nuovi, grandi spazi e l'ampia basilica Ulpia ne è a testimonianza. Sembra inoltre che fu costruito un arco trionfale allo stesso dedicato su decreto del Senato nel 117, la cui collocazione è incerta. Gli studiosi formularono varie ipotesi sulla sua collocazione, che sembrava più probabile entro il Foro di Traiano stesso, forse quale ingresso monumentale in collegamento con quello di Augusto, o forse come struttura indipendente. Esiste infatti un aureo con la raffigurazione di un arco, a fornice unico e sormontato dal carro trionfale imperiale, scandito verticalmente in cinque sezioni scandite da sei colonne; accanto al fornice centrale sono raffigurate due nicchie con timpano per ciascun lato, dove potevano essere conservate le statue dei prigionieri Daci (presenti oggi nell'arco di Costantino). Il carro trionfale era trainato da sei cavalli e fiancheggiato da trofei con vittorie.

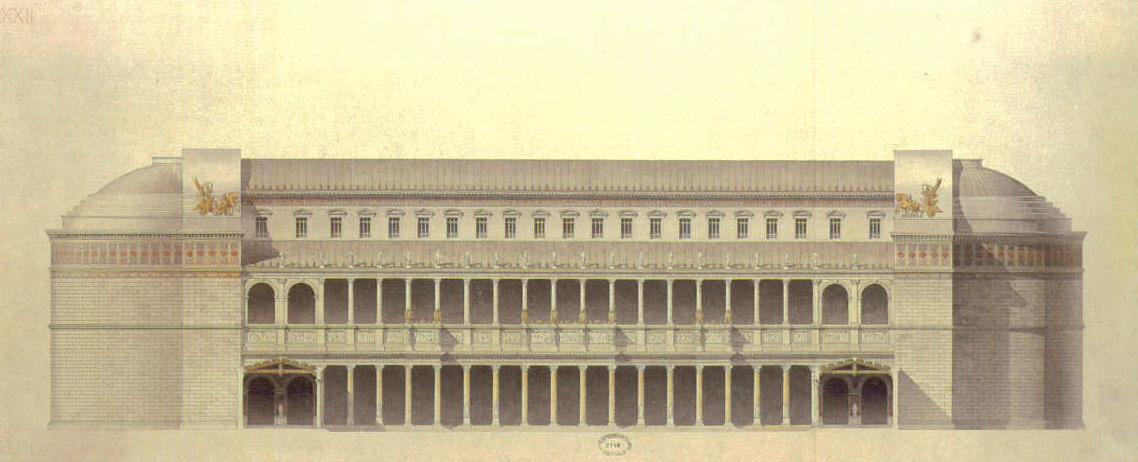
Ricostruzione ideale della Basilica Ulpia.

Per sistemare coerentemente il declivio verso il colle Quirinale, nato dal taglio del colle, venne realizzato un ardito complesso, denominato Mercati di Traiano, che seppe sfruttare articolatamente lo spazio disponibile, con più livelli e un organico complesso di uffici e spazi amministrativi. Verso il Colosseo, sui resti della Domus Aurea di Nerone (a pochi anni dal suo incendio del 104) furono edificati nuovi impianti termali (inaugurati il 22 giugno del 109). Furono le prime "grandi terme" di Roma e all'epoca infatti erano il più grande edificio termale esistente al mondo. Venne costruita, sempre sotto Traiano, la Basilica Argentaria, che fiancheggiava il tempio di Venere Genitrice nel Foro di Cesare, e che serviva a sistemare le pendici del Campidoglio dopo il taglio per l'eliminazione della sella montuosa che collegava questo al Quirinale. La ricchezza ottenuta, pertanto, con le campagne militari vittoriose in Dacia permise il rafforzarsi di una classe media, che diede origine a una nuova tipologia abitativa, con più abitazioni raggruppate in un unico edificio, sempre più simili alle ricche case patrizie.

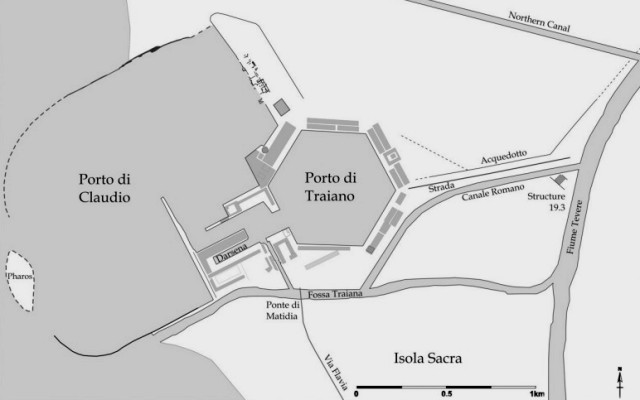
Il Porto di Traiano esagonale ad Ostia.

Dopo un grave incendio sotto Domiziano, la ricostruzione del Circo Massimo, probabilmente già iniziata sotto questo imperatore, venne completata da Traiano nel 103: a quest'epoca risalgono la maggior parte dei resti giunti fino a noi. Sono ricordati ancora restauri sotto Antonino Pio, Caracalla e Costantino I.
E sempre a Traiano si devono due opere di ingegneria idraulica: la costruzione di un nuovo acquedotto nel 109, l'aqua Traiana, con parziale riutilizzazione del condotto dell'Aqua Alsietina, raccolgiendo le acque di sorgenti sui monti Sabatini, presso il lago di Bracciano (lacus Sabatinus) e la cui lunghezza complessiva era di circa 57 km e la portata giornaliera di circa 2.848 quinarie, pari a poco meno di 118.200 m³; un nuovo porto, detto di Traiano, sempre progettato da Apollodoro di Damasco, più funzionale e più arretrato rispetto a quello di Claudio, i cui lavori durarono dal 100 al 112, con la creazione di un bacino artificiale di forma esagonale (con lati di 358 m, profondo 5 m ed una superficie complessiva di 32 ettari e 2000 metri di banchine), collegato ad Ostia con un nuovo canale ed una strada a due corsie.

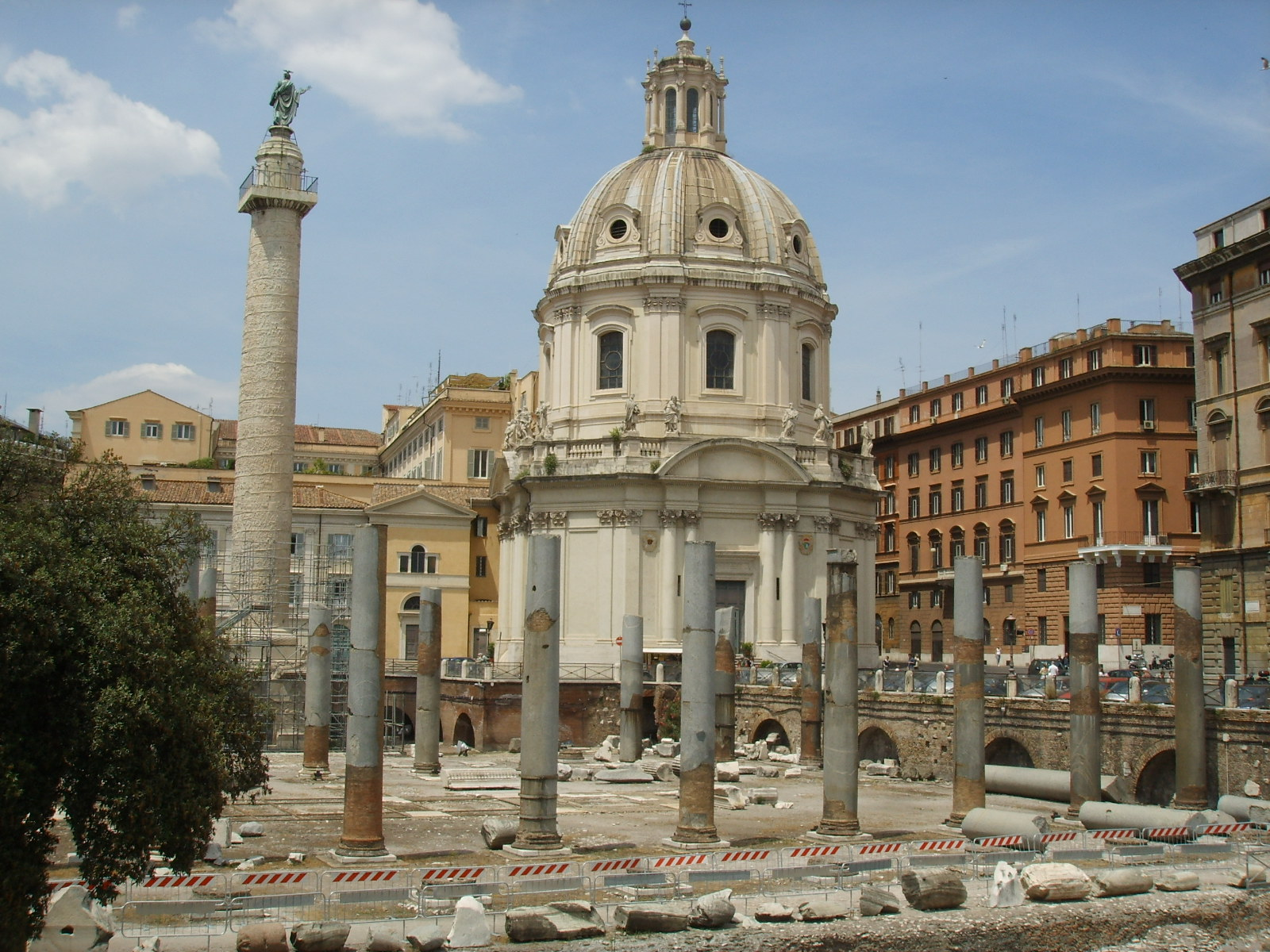
La Basilica Ulpia e la Colonna di Traiano visti da sud.
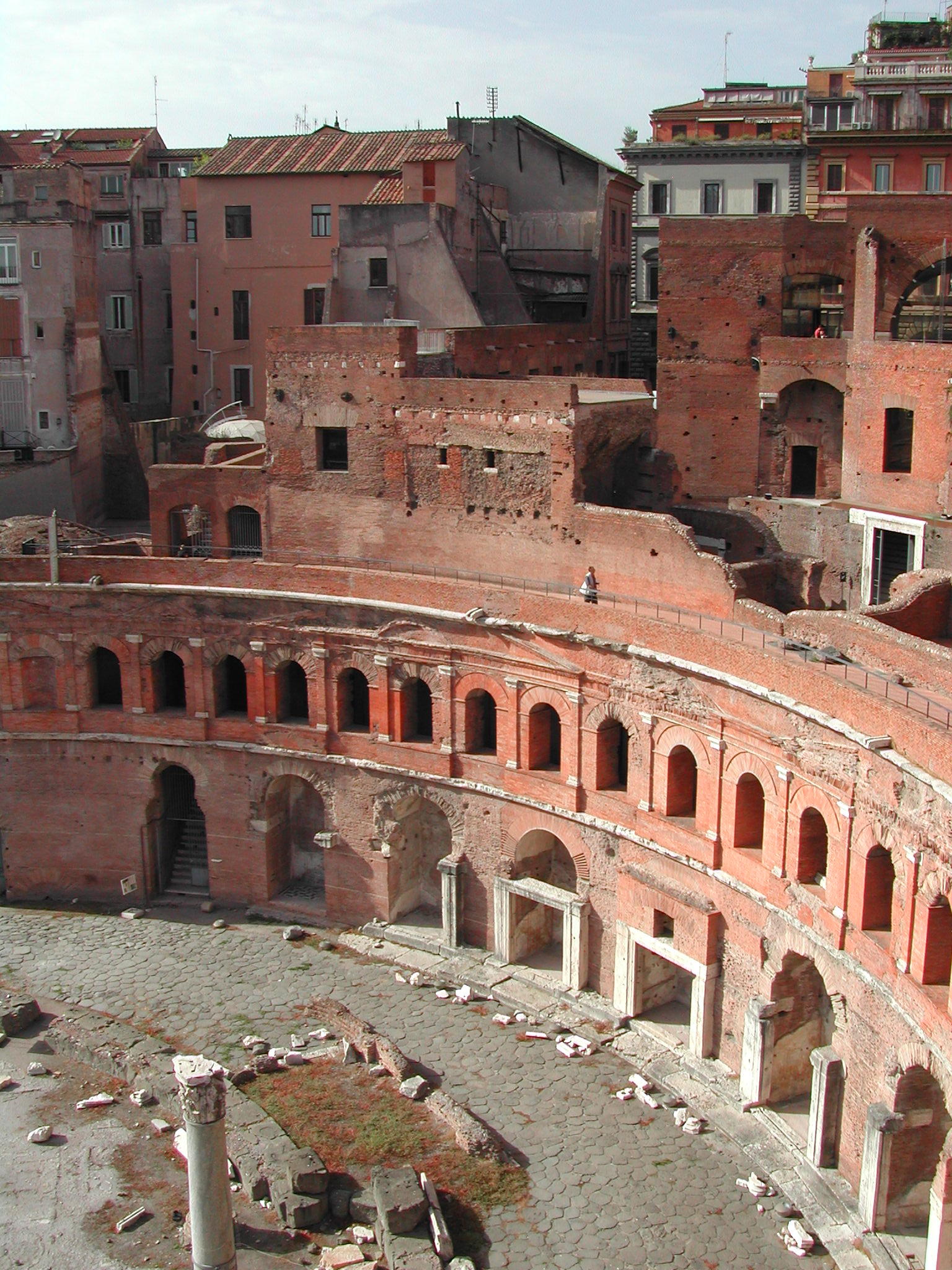
I Mercati di Traiano.
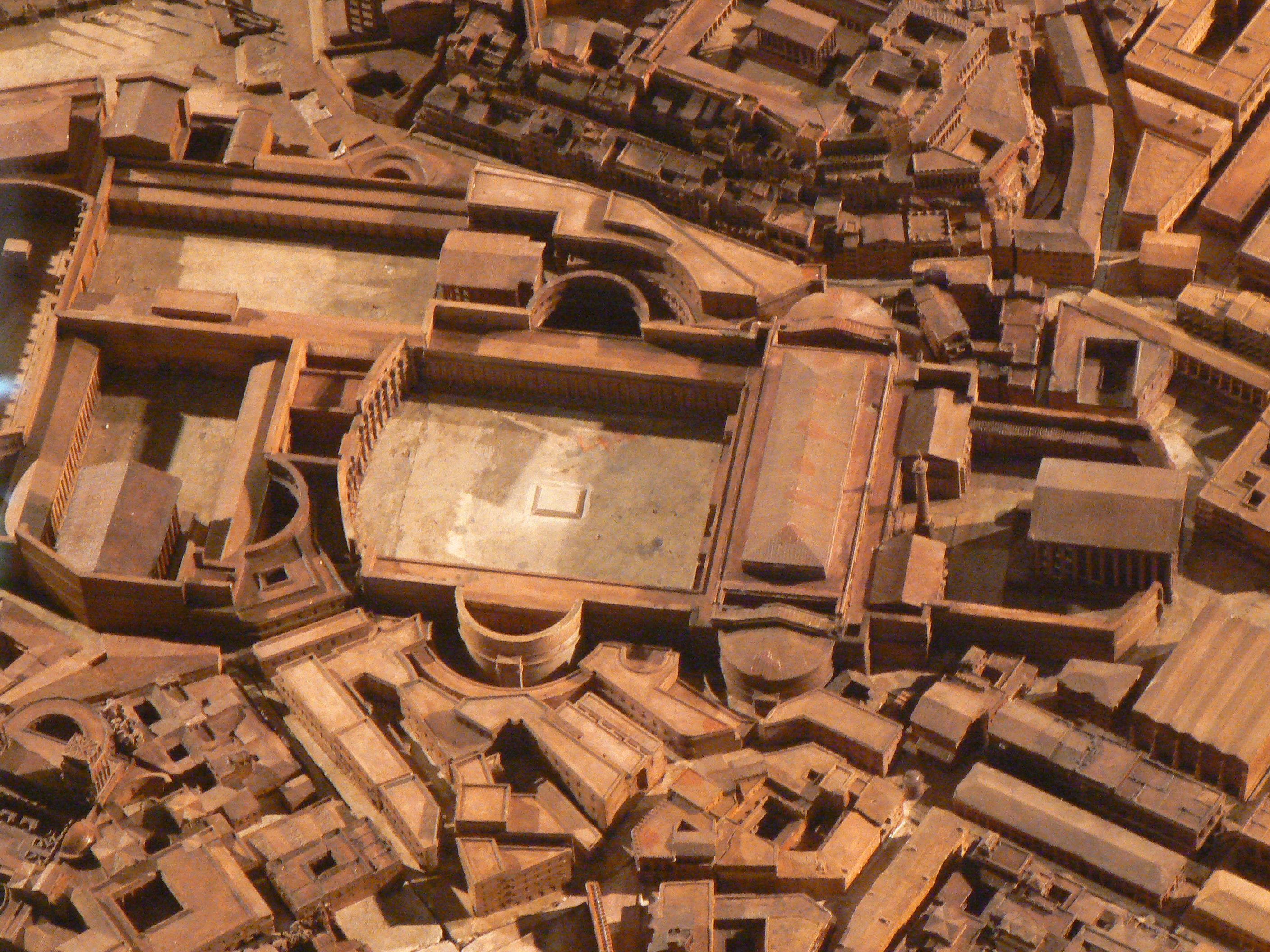
Modellino che ricostruisce la pianta del grande foro di Traiano.
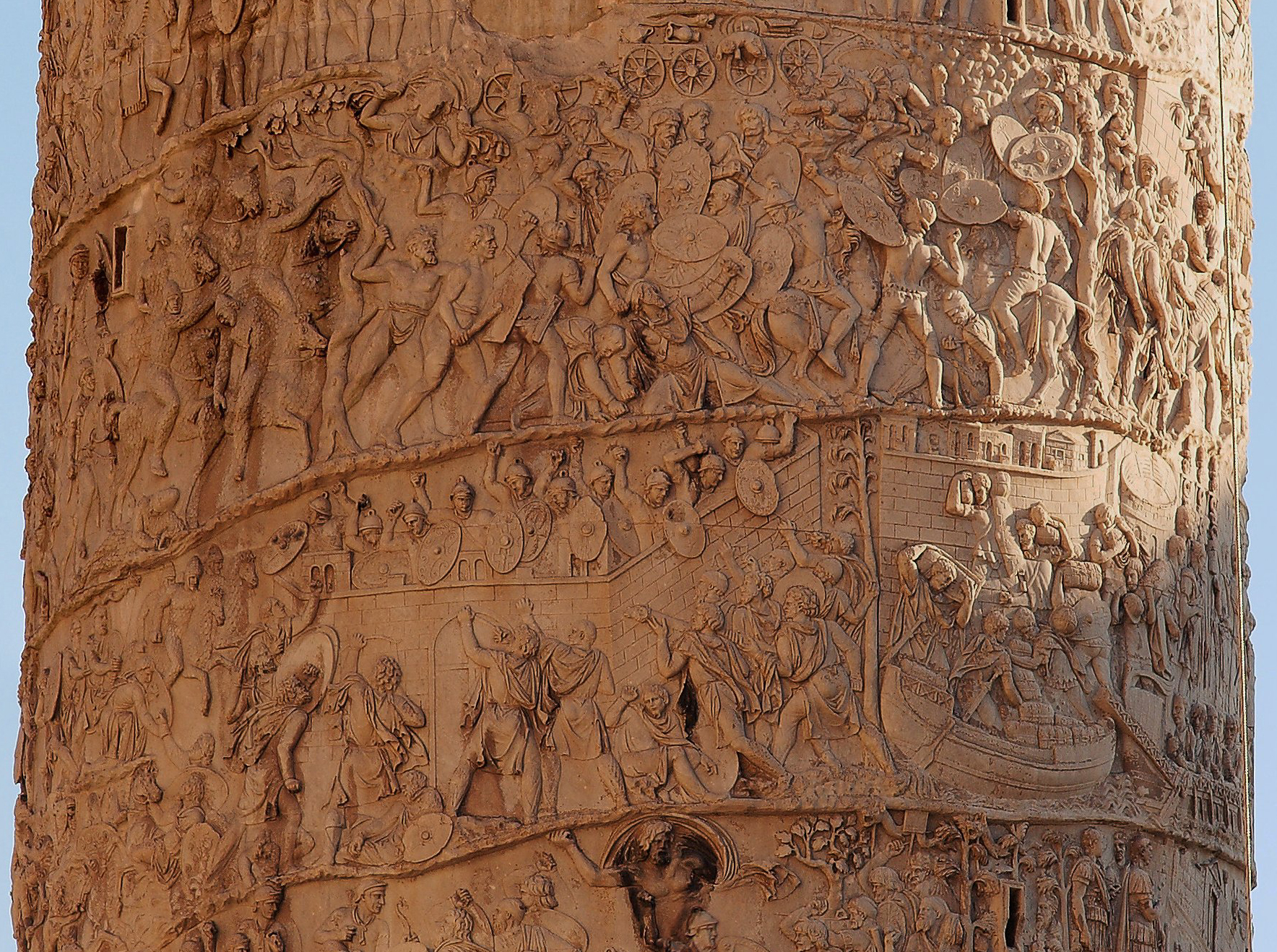
Dettaglio della Colonna di Traiano: scene 22-23 (in basso) e scene 27-28 (in alto).
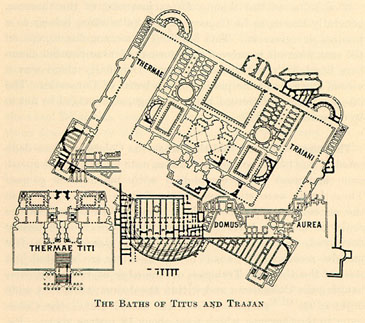
Pianta delle Terme di Traiano (notare la nuova disposizione assiale rispetto agli edifici preesistenti) di epoca antecedente.
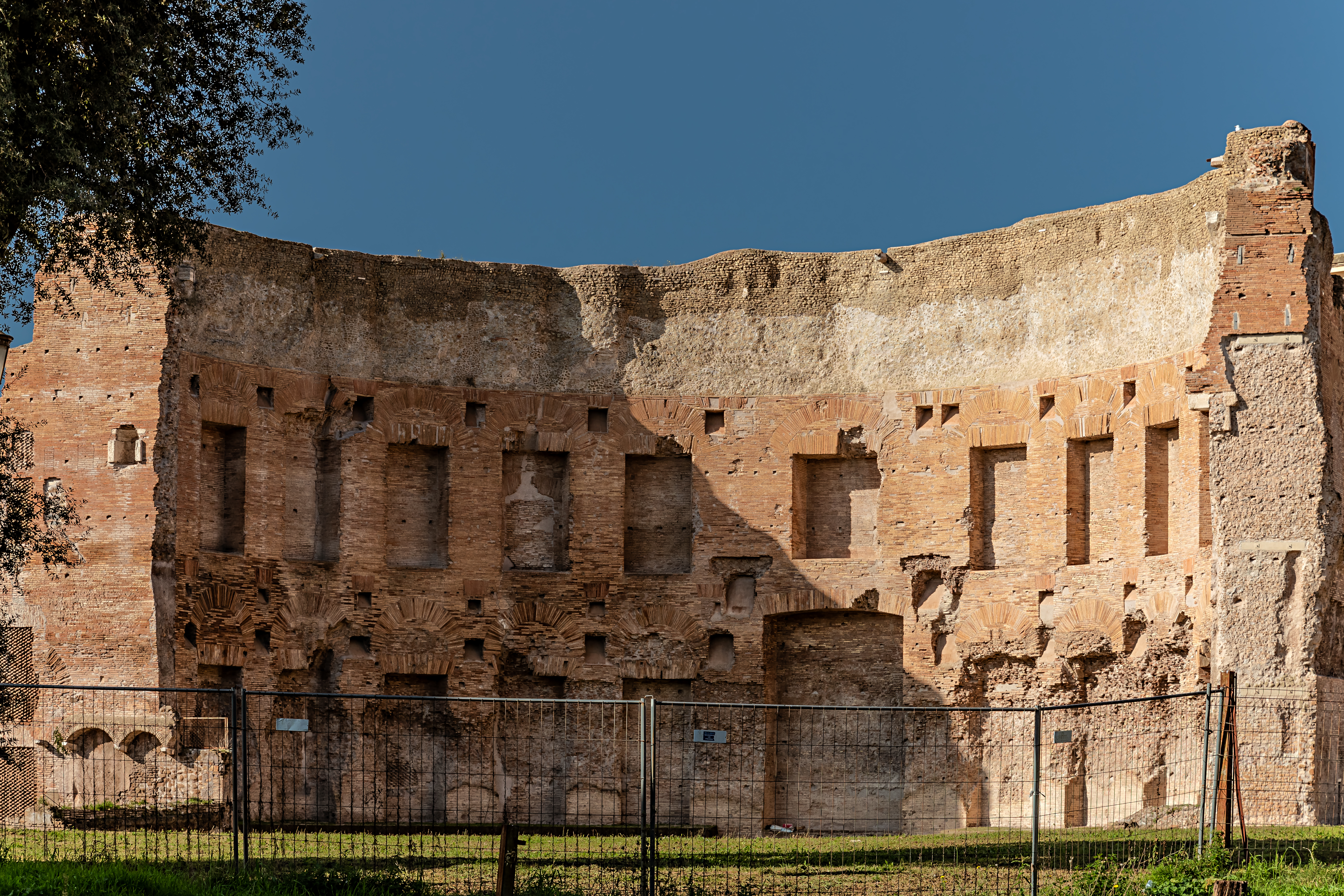
Resti delle terme di Traiano, sorti sulla precedente Domus Aurea di Nerone.
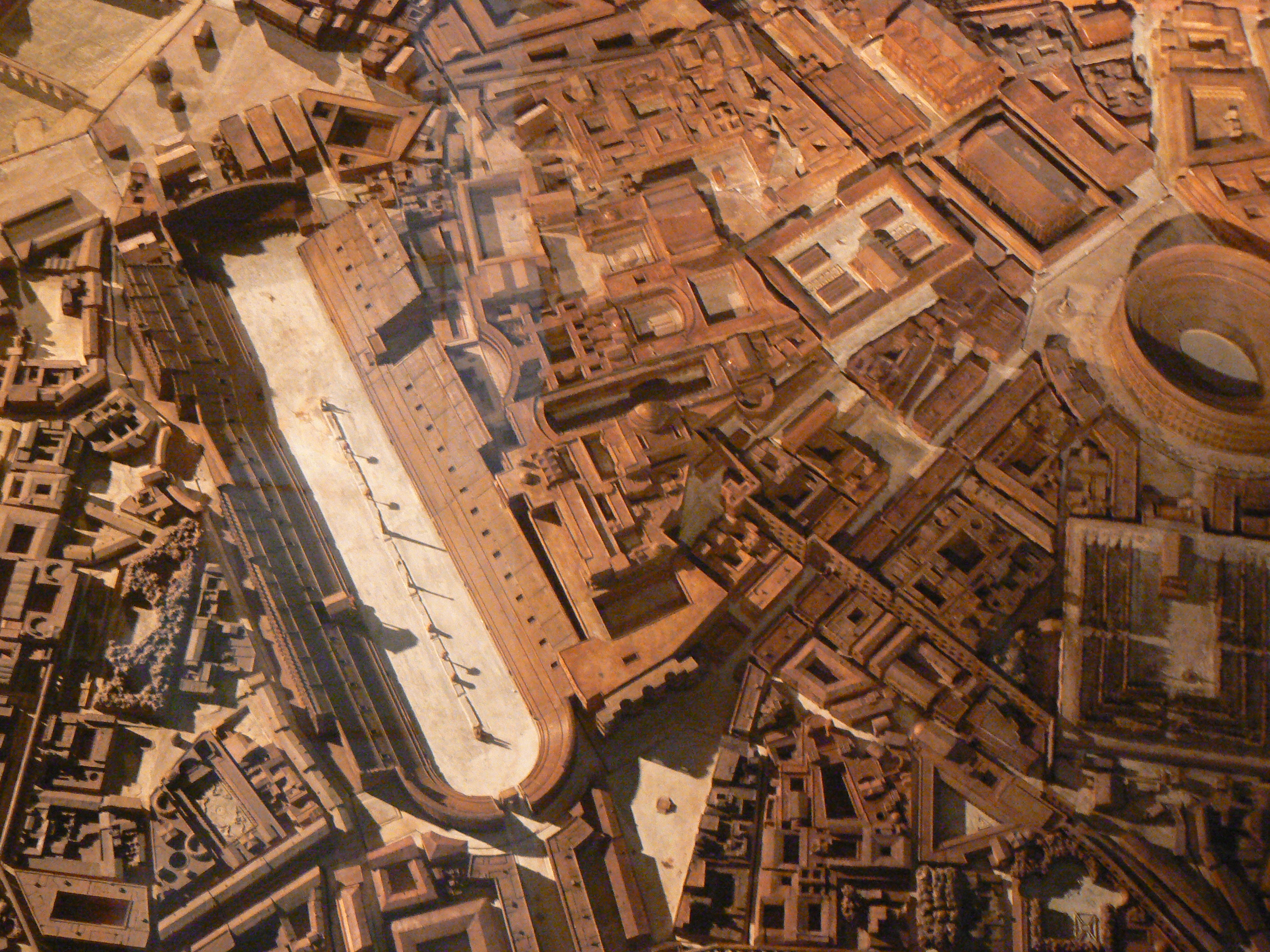
Modellino del Circo Massimo, ricostruito e completato da Traiano nel 103.
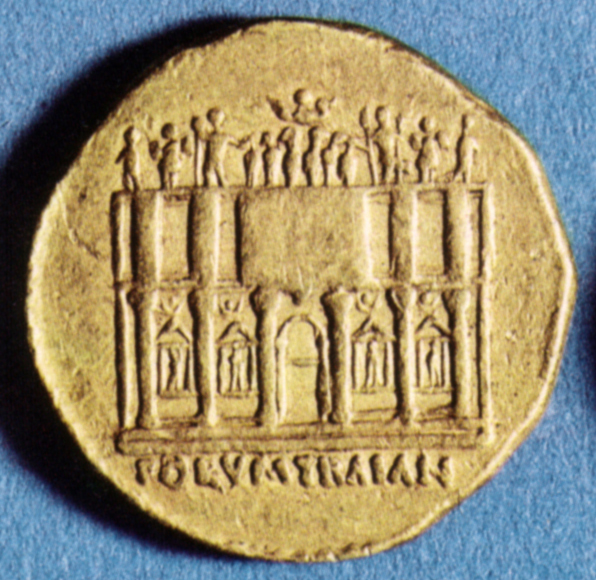
Aureo con l'iscrizione Forum Traian e la rappresentazione di un arco trionfale, o forse dell'entrata monumentale al Foro di Traiano (117).

Adriano (117-138)

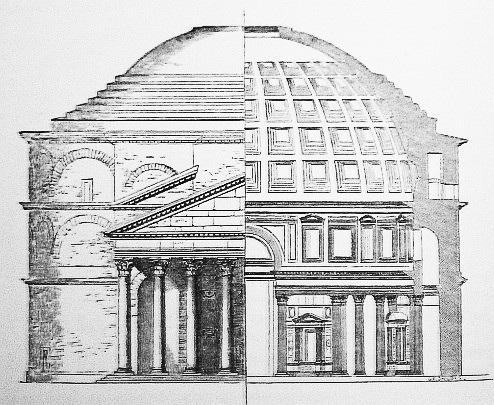
Disegno ricostruttivo del Pantheon.

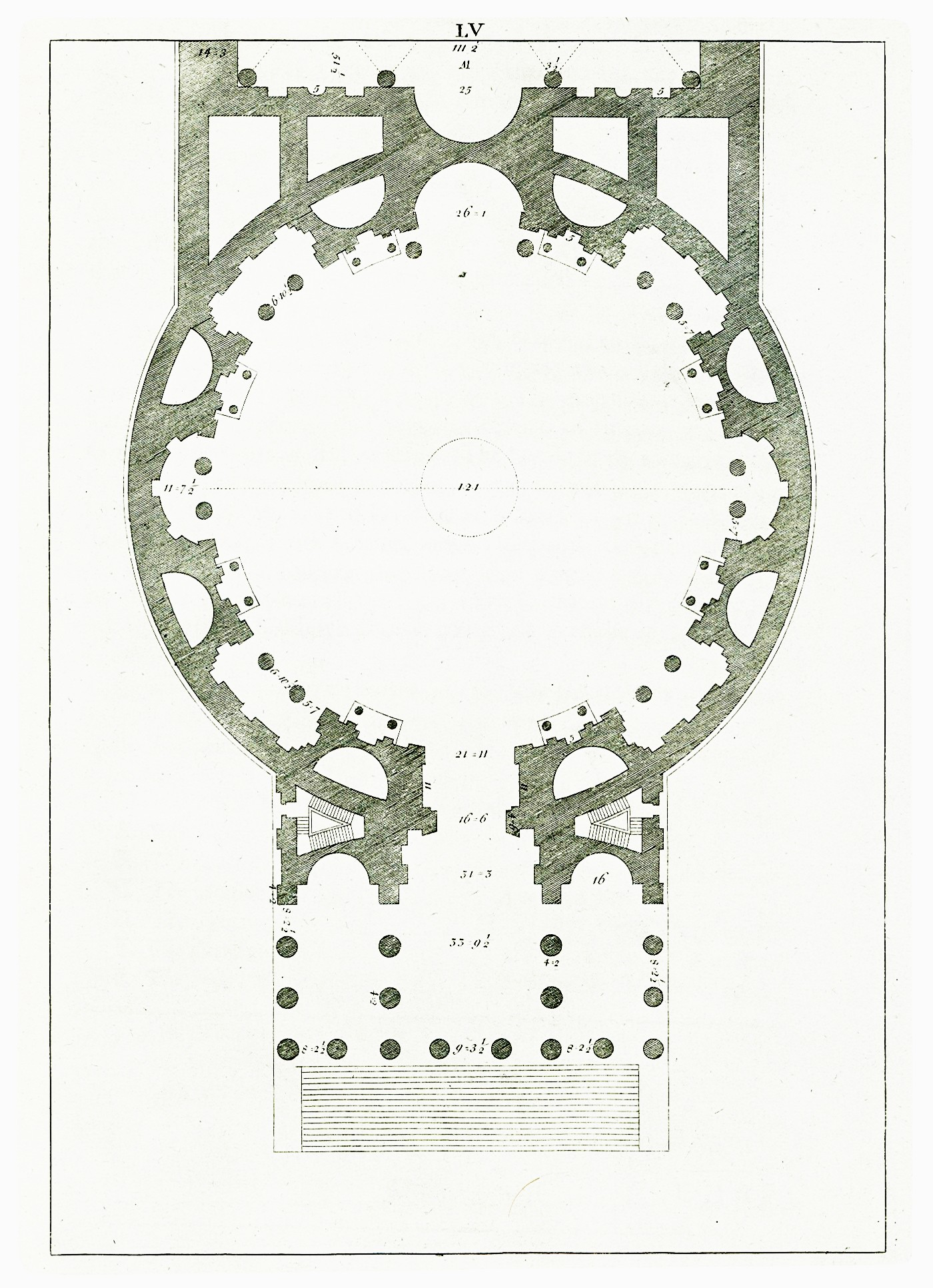
Andrea Palladio, I quattro libri dell'architettura, pianta del Pantheon (1570)

Il capolavoro dell'epoca di Adriano e dell'architettura romana in generale è il Pantheon, ricostruito dopo un incendio del 110 (i bolli sui mattoni confermano il periodo tra il 115 e il 127) secondo una nuova pianta circolare che comprendeva una vasta aula coperta dalla cupola emiciclica, il cui diametro corrisponde all'altezza dell'edificio. Col Pantheon è chiara la divergenza tra architettura greca e romana: la prima si rivolge essenzialmente all'esterno degli edifici, la seconda mette al centro gli spazi interni. Non si conoscono esempi in Grecia della tipologia architettonica del Pantheon (edificio a base circolare con pronao colonnato organicamente articolato), mentre si hanno forse tracce a Roma in epoca republicana (il tempio B del Largo Argentina).
Grandioso era il tempio di Venere e Roma nel Foro Romano, disegnato dallo stesso imperatore (e criticato da Apollodoro di Damasco, architetto di Traiano).
La villa Adriana di Tivoli fu un'altra grande opera di Adriano, dove la sua passione architettonica poté trovare un campo d'azione libero. Alcune parti del complesso hanno forme particolarmente originali e ardite, sviluppando i modelli passati e anticipando alcune soluzioni dei due secoli successivi. Per esempio la sala a cupola della Piazza d'Oro non ha altri esempi di paragone nel mondo antico: nemmeno nella Domus Aurea si arrivò a espressioni così estreme, nate forse dalle intuizioni libere del sovrano e sviluppate dagli ottimi costruttori.
Opposto idealmente al mausoleo di Augusto, Adriano fece realizzare sulle sponde del Tevere il proprio mausoleo, oggi Castel Sant'Angelo, con l'annesso ponte Elio che serviva a collegarlo alla riva sinistra.

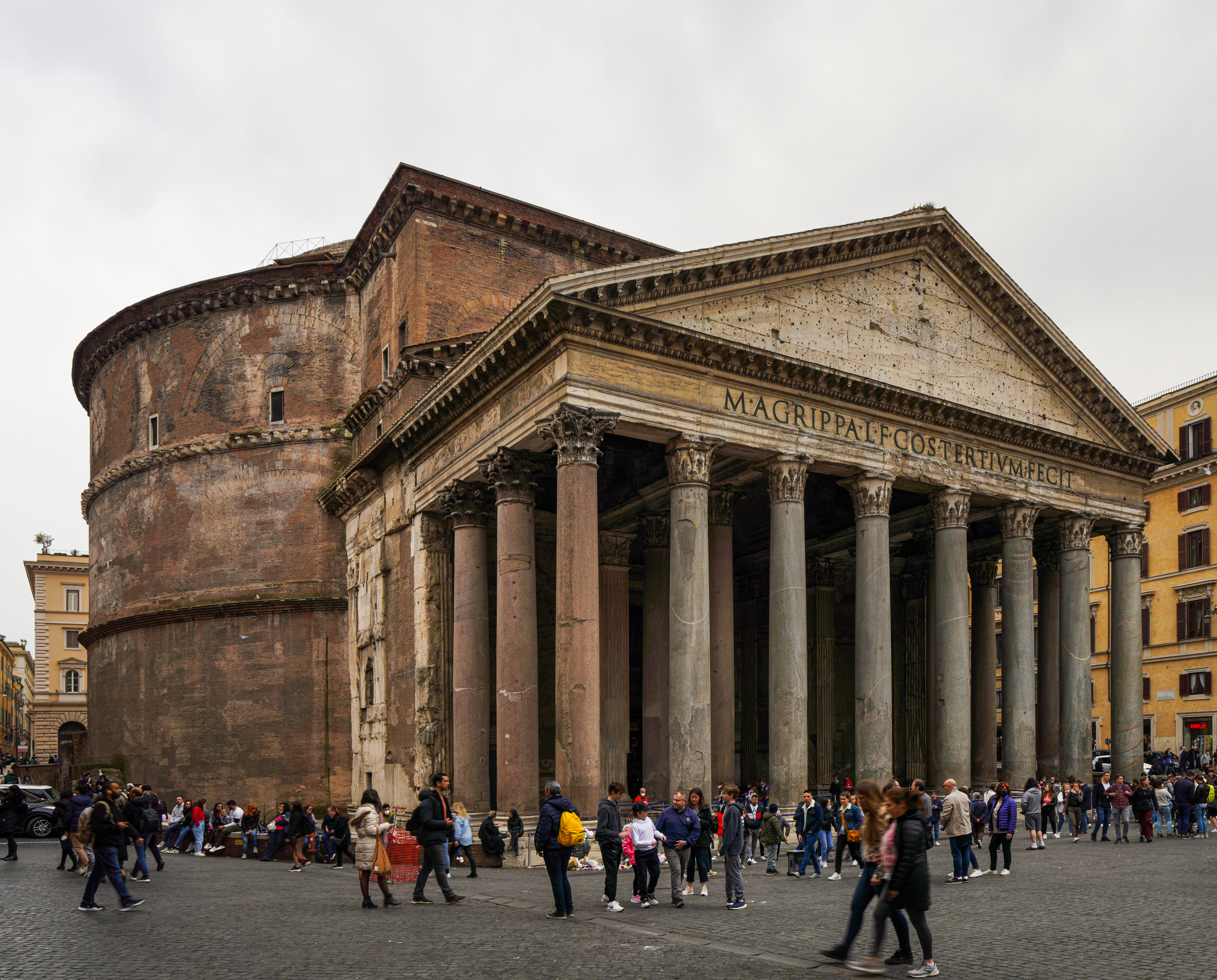
Il Pantheon ricostruito tra il 118 e 128.
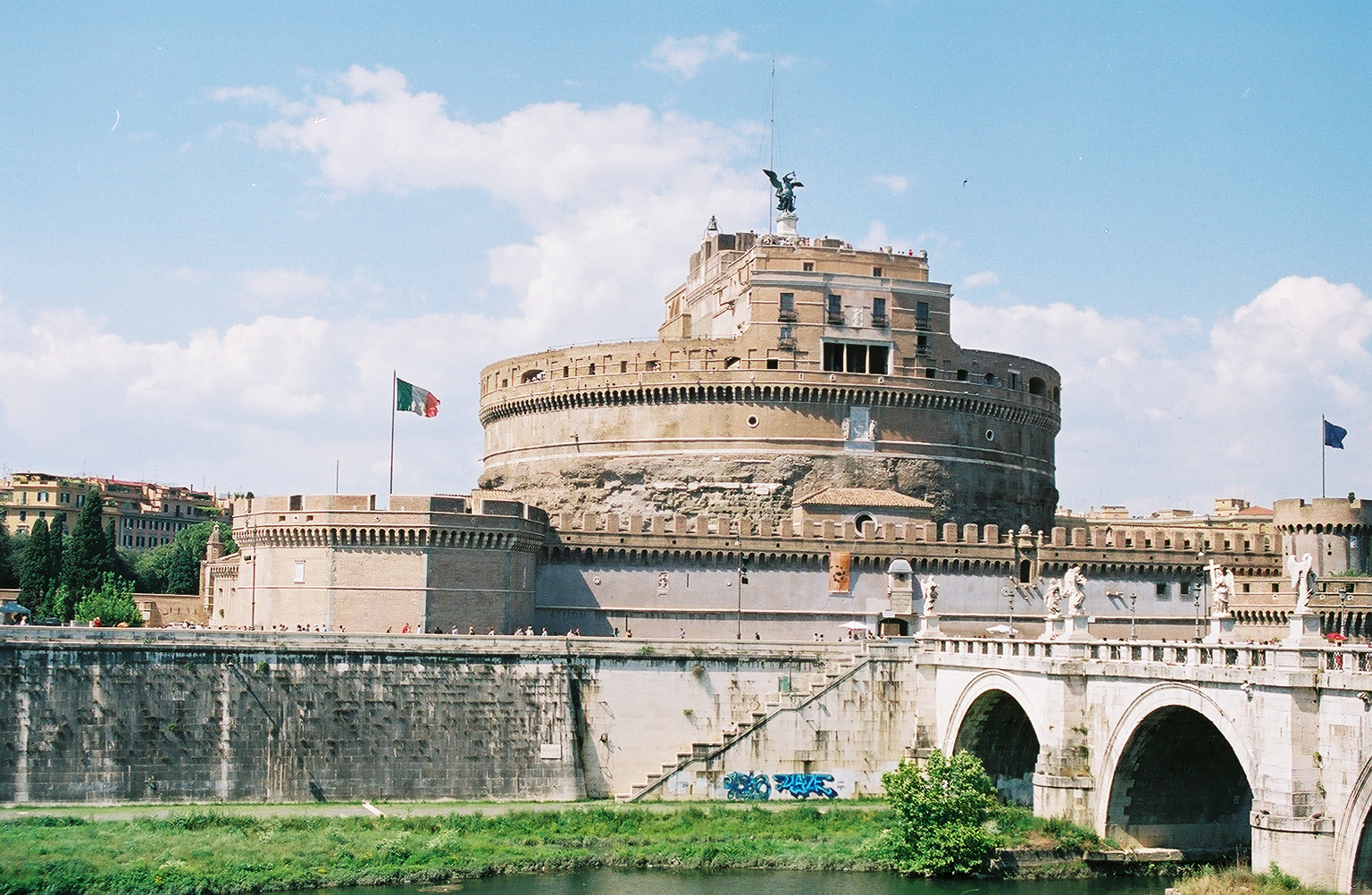
Il mausoleo di Adriano, oggi Castel Sant'Angelo (iniziato nel 125 fu portato a termine da Antonino Pio nel 139) ed il relativo ponte Elio (costruito nel 134).
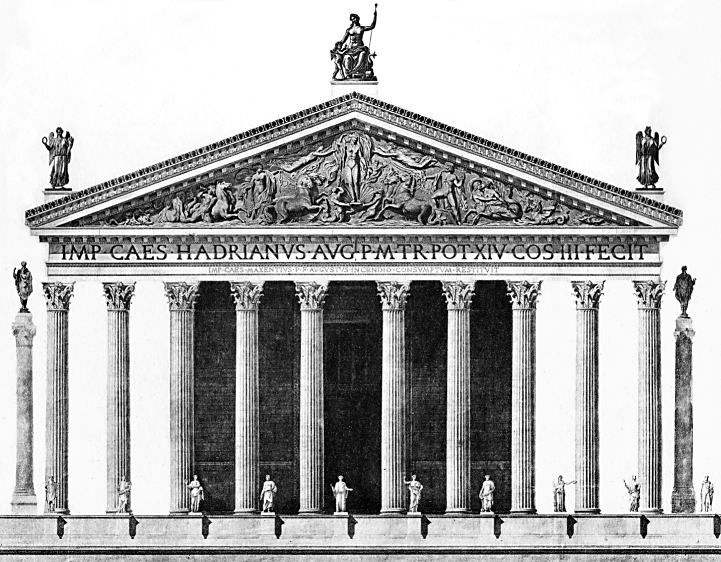
Ricostruzione ideale del Tempio di Venere e Roma.
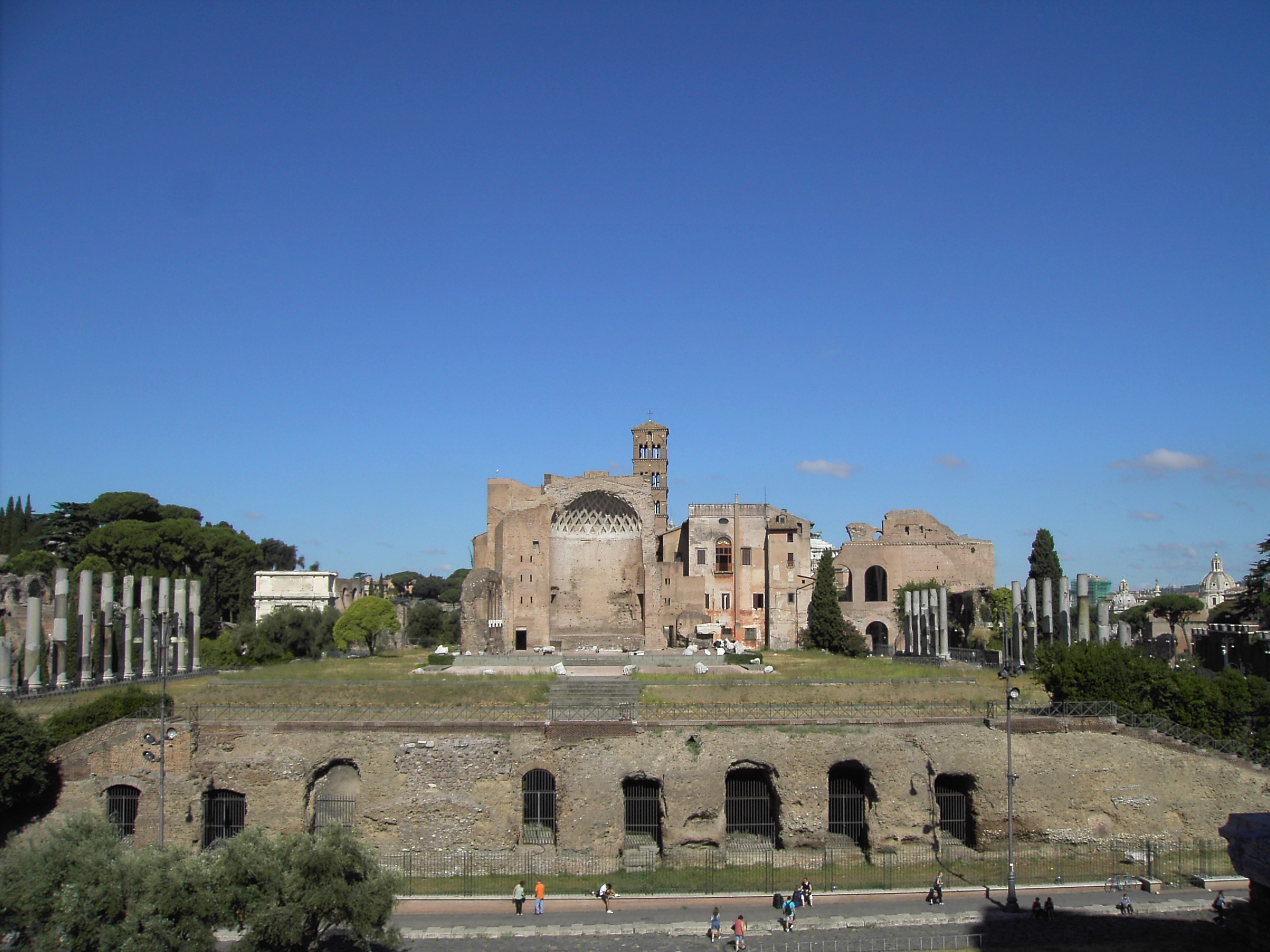
Resti del Tempio di Venere e Roma, i cui lavori iniziarono nel 121 e terminarono nel 135.
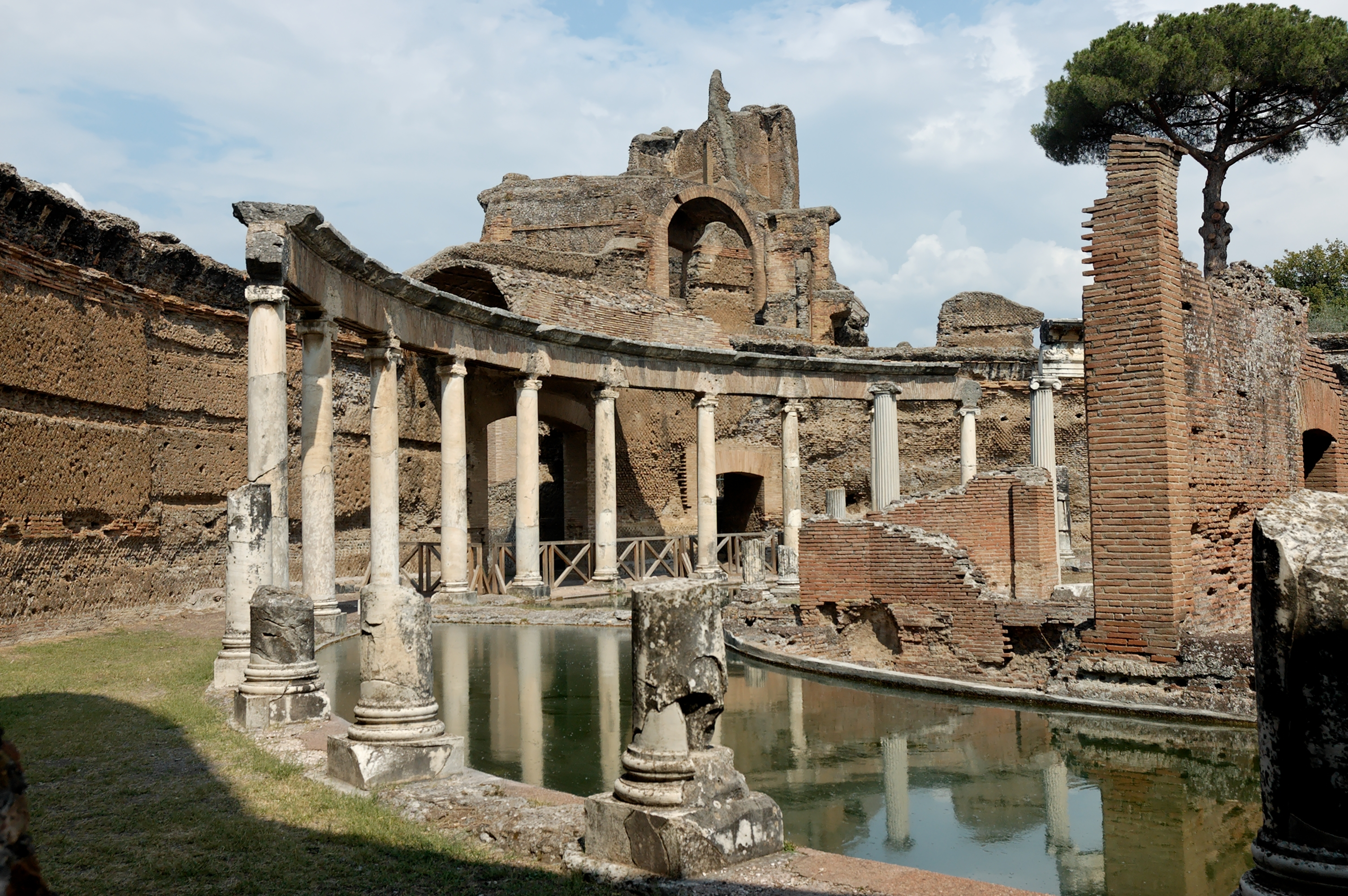
Teatro marittimo alla villa di Adriano a Tivoli.

### Arte

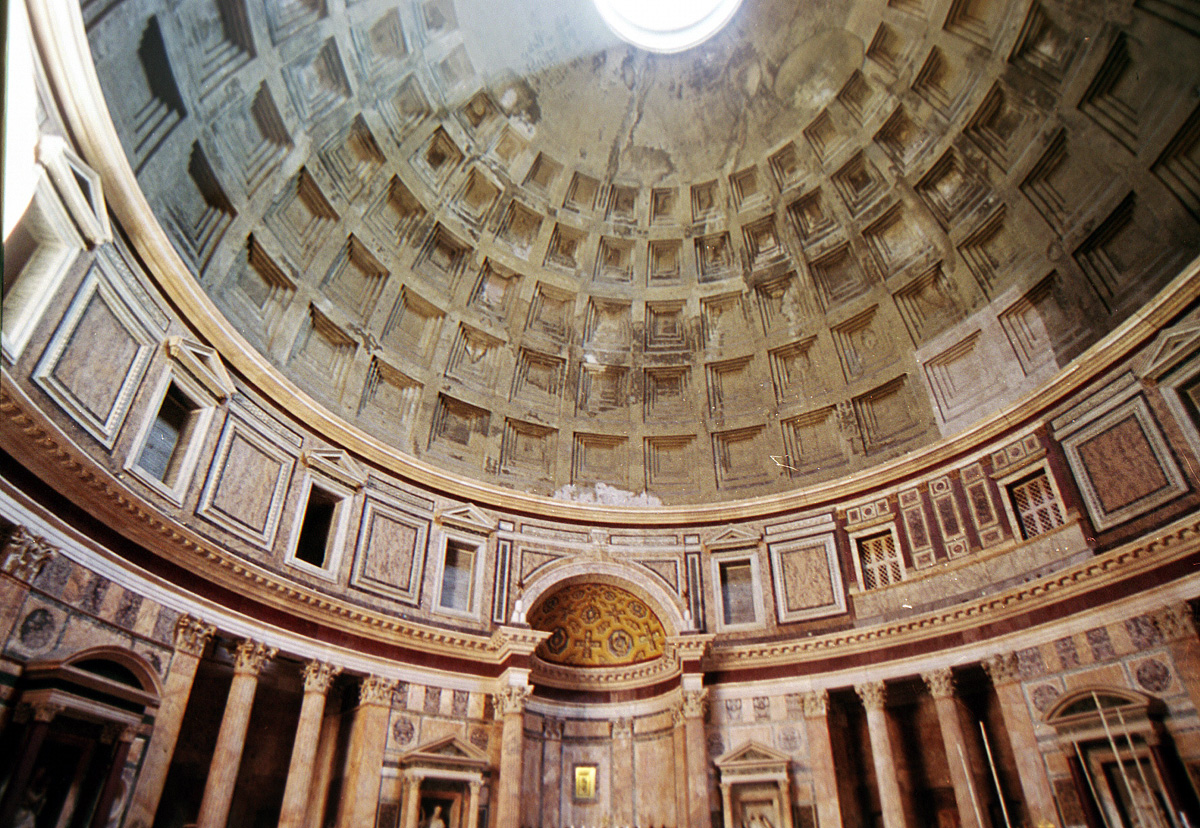
Interno del Pantheon

La colonna spiraliforme coperta da rilievi fu una novità assoluta nell'arte antica e divenne il punto di arrivo più all'avanguardia del rilievo storico romano. Nella Colonna Traiana si assiste per la prima volta nell'arte romana a un'espressione artistica nata legittimamente autonoma in ogni suo aspetto (anche se culturalmente ben ancorata al ricco passato). L'artista del fregio della colonna aveva infatti assimilato appieno l'arte ellenistica (e classica) sviluppandola ulteriormente nel solco della narrazione storica romana, con motivi tratti dall'immediatezza della vita.
I fenomeni artistici dell'epoca di Adriano furono per lo più circoscritti, nella loro peculiarità stilistica, ai monumenti ufficiali o a quelli sorti nell'immediata influenza della corte imperiale, a differenza dei periodi immediatamente precedenti (epoca flavia e traianea), i quali interessarono invece più strati sociali e un territorio più vasto, per via delle mutate condizioni di vita della popolazione romana e provinciale. In questo periodo l'arte romana sviluppò un recupero classicista, legato al gusto e agli interessi del solo sovrano, uomo estremamente colto e raffinato, artista dilettante (pittore e architetto), poeta, letterato, filelleno nel sentimento e nell'indirizzo politico.
Il classicismo adrianeo si discostò nettamente dal recupero classico dell'arte augustea (neoatticismo), più freddo e accademico, essendo anche ormai la società romana profondamente cambiata dai tempi del primo imperatore. Sotto Adriano infatti Roma aveva ormai consolidato una società articolata, una cultura propria e un livello artistico notevole e indipendente, non era più ai primi passi e non aveva quindi più bisogno del rigido sostegno degli artisti ateniesi come era avvenuto a cavallo tra il I secolo a.C. e il I secolo d.C. L'amore verso la Grecia classica di Adriano va comunque collocato nell'ambito dell'interesse privato del princeps, non fu un evento di largo raggio che suscitò una vera e propria problematica artistica (un "rinascenza" o "rinascimento"), e svanì con la scomparsa del protagonista. Per questo le opere adrianee, soprattutto nella scultura, sono piacevoli, delicate, nostalgiche, tecnicamente ineccepibili, superiori per inventiva e resa delle opere ripetute programmaticamente nel neoatticismo, ma sono comunque esangui, carenti dal punto di vista del contenuto.
Il classicismo adrianeo era però anche espressione di un programma politico preciso, legato a un avvicinamento del sovrano (e quindi di Roma) alle province di cultura ellenica, prendendo invece le distanze da quelle più distanti e irrequiete (Mesopotamia, Armenia e Arabia), come documentano anche i suoi frequenti viaggi.
Volendo fare un paragone con l'arte moderna, se l'arte augustea ebbe un'attitudine verso la Grecia che potrebbe definirsi una sorta di "neoclassicismo", quella adrianea fu invece un "romanticismo".
Prima che lo studio dell'arte romana venisse liberato dai pregiudizi accademici di stampo neoclassico, l'arte adrianea, assieme a quella dell'epoca di Augusto, erano gli unici periodi ai quali gli studiosi riconoscevano un certo interesse e valore, pur nella generale impostazione di "decadenza" dell'arte dopo la fine del periodo classico greco. Nonostante ciò, la valutazione che si dava dell'arte adrianea era sostanzialmente errato, essendo focalizzato più sulla trasmissione del canone classico che sul contesto dell'epoca. Questa impostazione venne superata dalla Scuola viennese di storia dell'arte.

#### Arte provinciale

La ricostruzione del Tropaeum Traiani in Romania

Negli ultimi anni del regno di Traiano (114-116) venne eretto ad Atene, sulla sommità della collina davanti all'Acropoli, il monumento sepolcrale di Giulio Antioco Philoappos, discendente della dinastia dei Seleucidi e che aveva ricoperto vari incarichi pubblici ad Atene. L'architettura si ispira a modelli siriaci, della Commagene e della Licia, con modanature di tipo attico e un fregio che mostra una relazione con i rilievi storici in uso a Roma: ciò dimostra l'unità e il reciproco scambio culturale ormai attivo tra Roma e le province, anche quelle più progredite.
In Dacia vennero costruite poderose infrastrutture per le campagne militari, tra le quali resta il grandioso Ponte di Traiano sul Danubio, il più lungo ponte in muratura mai costruito. Venne eretto anche un grande monumento commemorativo per i caduti nelle guerre e la celebrazione la vittoria finale, il Tropaeum Traiani, presso la cittadina rumena di Adamklissi. Esso è circolare, secondo il modello funerario italico-romano, come rilievi sulle metope del fregio e i merli del coronamento, particolarmente interessanti perché dimostrano che le maestranze locali usarono modelli iconografici provenienti da Roma. La critica ha talvolta datato erroneamente questi rilievi all'epoca costantiniana o addirittura medievale: in verità essi sono un'eloquente testimonianza di come l'arte tardoantica si ispirò profondamente all'arte provinciale e plebea.
Adriano fece intraprendere la costruzione di almeno qualche edificio in quasi ciascuna delle città toccate dai suoi frequenti viaggi, come ci tramanda il suo biografo. Le opere più rilevanti interessarono Atene, città d'elezione di Adriano, dove venne completato l'Olympeion, venne innalzata una biblioteca monumentale (con 10 colonne in marmo pavonazzetto e pareti incrostate di marmi preziosi), il tempio di Hera e di Zeus Panellenios, un Pantheon e altri edifici. Lungo le mura cittadine fece costruire un arco a suo nome, dal disegno mistilineo ispirato all'ellenismo.

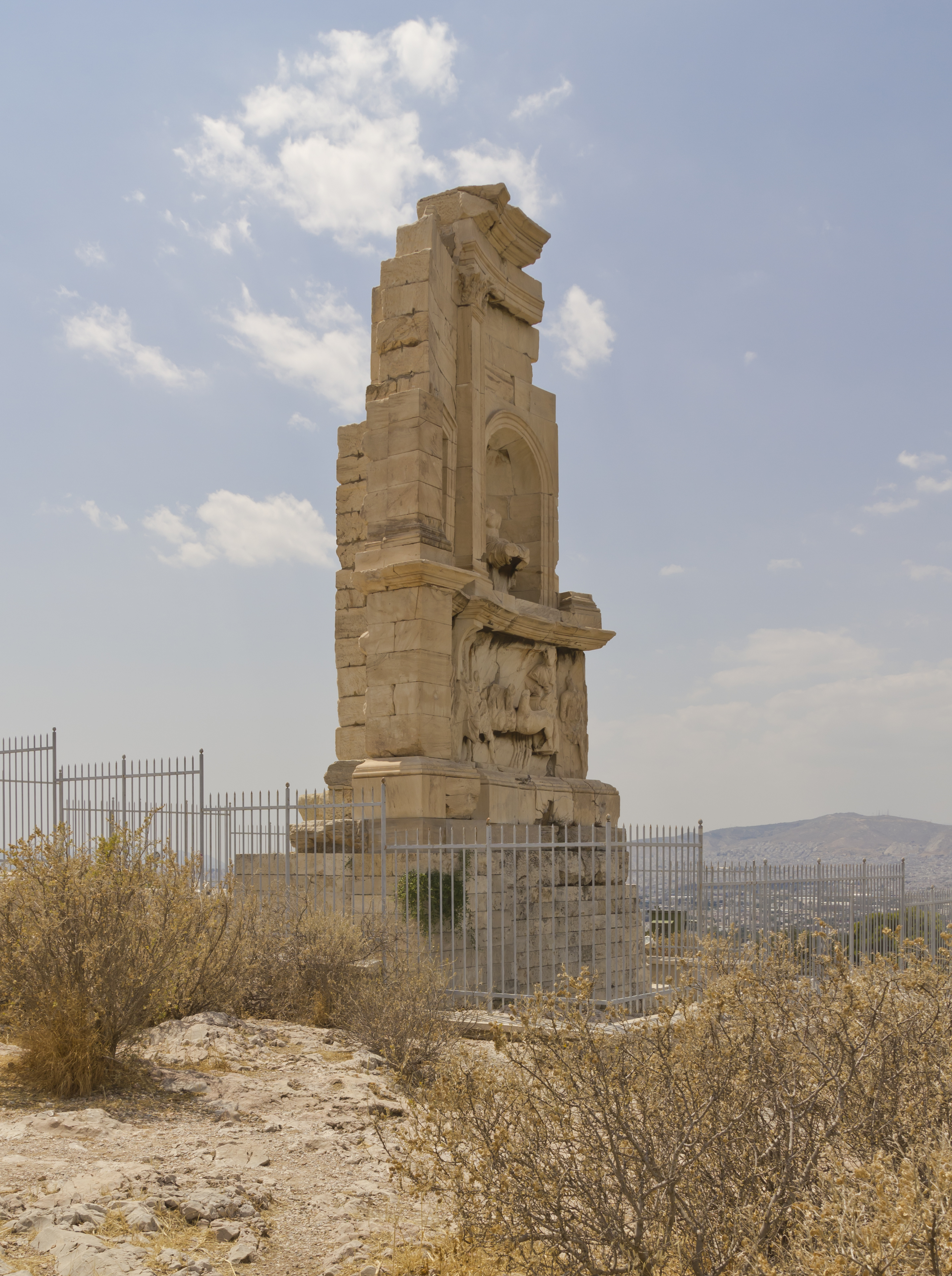
Atene, Monumento sepolcrale di Giulio Antioco Philoappos
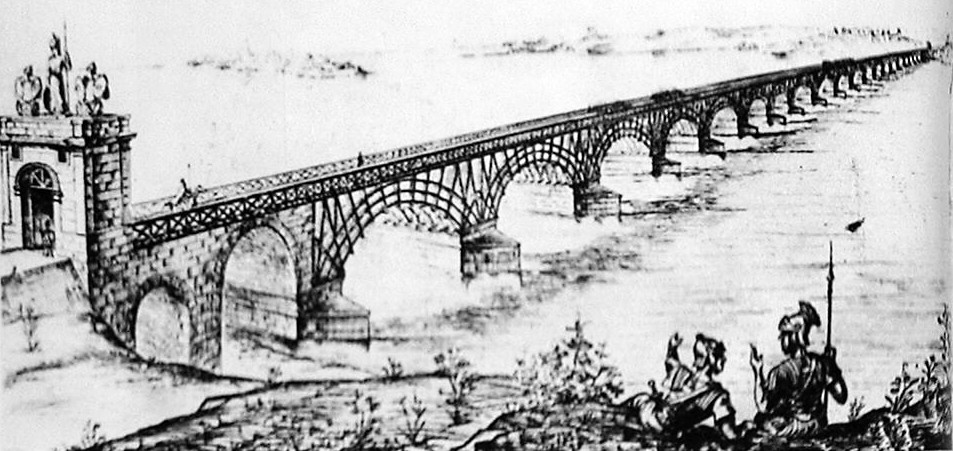
Ricostruzione ipotetica del ponte di Traiano
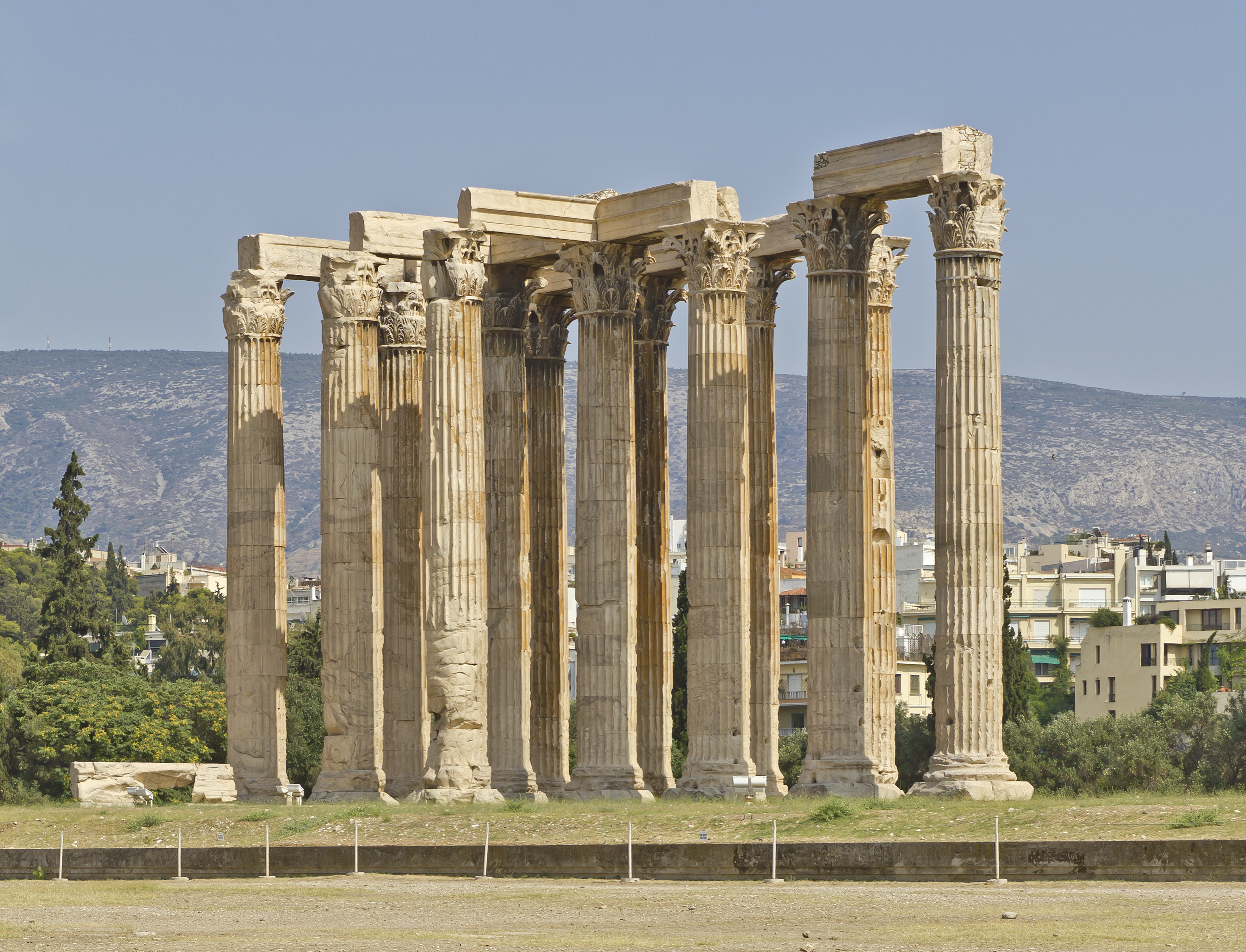
Atene, tempio di Zeus Olimpio con l'acropoli sullo sfondo
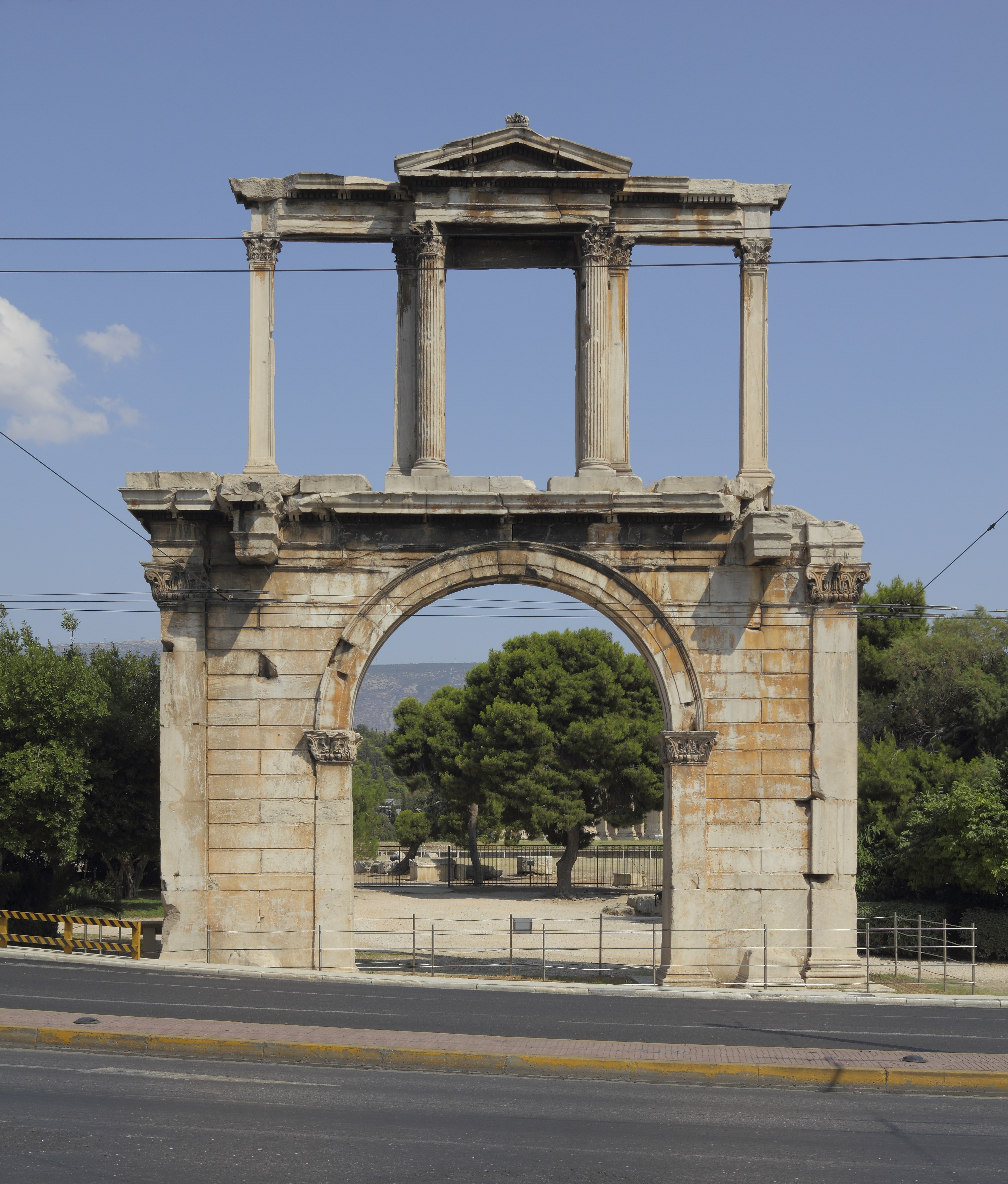
Arco di Adriano ad Atene